# T-80主戰坦克
T-80是苏联研制的一种主战坦克，在T-64基础上发展而来，自1976年量产服役。这是历史上第一款量产的全燃气涡轮机动力主战坦克。绰号“飞行坦克”。由于T-80的研发生产单位分布在俄罗斯和乌克兰，因此苏联解体后两国独立继续发展T-80系列，并衍生出T-80UM（俄罗斯）、T-84（乌克兰）等新型号。除了俄罗斯、乌克兰等前苏联国家，塞浦路斯、巴基斯坦、韩国也有T-80及各种衍生型号服役。

## 概要
T-80的总体设计上更接近於T-64主战坦克，但是T-80并非是基于T-64直接改进，虽然外形都非常相似。 T-80坦克以燃气轮机为动力，初期型T-80使用功率为1000匹的GTD-1000T燃气轮机，随着技术进步，T-80升级型使用燃气轮机的功率越来越高，T-80U使用功率为1250匹的GTD-1250燃气轮机，车重46吨的T-80U的功率/重量比可达27匹/吨；T-80同期的竞争对手，美國的M1艾布拉姆斯主战坦克，尽管装备了功率更大的1500匹（约合1120千瓦）燃气轮机，但全车重量达61吨，因而功率/重量比只有24.5匹/吨，比起T-80逊色不少。由于燃气轮机的油耗仍很高，后来的也有一些T-80改型改回传统的柴油发动机，如T-80UD，换装1000马力的6TD-1柴油发动机。与T-64不同，T-80的变速箱只有5个前进档和1个后退档，而非7个前进挡和1个后退档。由于扭矩较大，T-80U的加速性能表现优异。

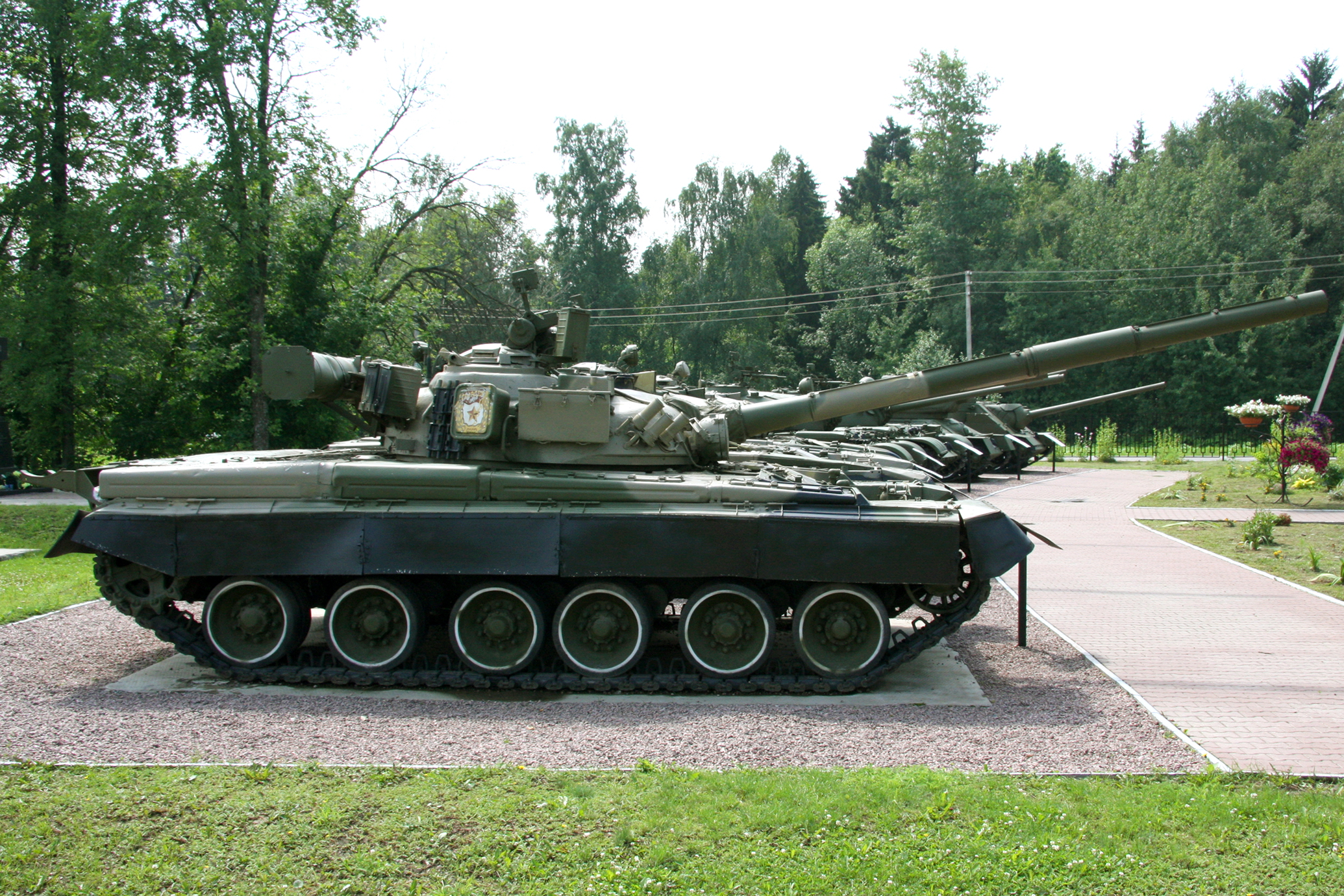
Т-80Б

由于T-64的悬挂系统无法满足燃气轮机的工作要求，因此T-80的底盘是重新研制的，懸吊系統为扭杆式悬挂，车身两侧负重轮6个双轮缘路轮，由钢和铝合金锻造而成，配以橡胶轮面，有3个托带轮。双销结构履带由后置动力轮驱动，宽度比T-64使用的较大，履带着地也增长，因此接地单位压力比T-64要小。
T-80与T-64一样使用2A46型125毫米滑膛炮，除了能发射常规炮弹，也能发射反坦克导弹， T-80的2A46坦克炮最远能打击5000米内目标。
2A46坦克炮使用分装式弹药，即弹头和发射药分离；使用与T-64一样的液压电动式立置自动装弹机，也可以手动供弹。自动装弹机内以炮塔吊篮内的圆形输送带供弹，呈垂直竖放的发射药筒在上，水平放置的弹头在下面（T-72的装弹机内发射药筒被水平放置减少了弹药的投影面积），最大可容纳28发待发弹药，分装式弹药一次动作推弹上膛（T-72装弹机需要两次推弹动作），单发供弹需时为7.1至19.5秒，视输送带当前位置和装填的弹药种类而定；可保障即使行车速度达到35千米每小时仍可维持7~8发每分钟的射速，火炮仰角锁定装填。炮塔内有空间放置备份的炮弹，以便随时为自动装弹机补充弹药，或在装弹机故障时切换到手动供弹。分装式的弹药包括常规炮弹（如脱壳穿甲弹、破甲榴弹、人员杀伤榴弹等）和 炮射反坦克导弹，发射药外壳用一种可燃金属材料制成，弹药发射时发射药可燃药筒会在炮膛内燃烧，只剩下一块小型金属底板被退出炮膛。然而，车臣战争暴露了这种车体内储放发射药可燃药筒的致命弱点：当T-80B侧面被破甲榴弹击穿后，金属射流会引燃装弹机内可燃药筒，导致装弹机内弹药殉爆，坦克遭受不可修复的损坏。而西方国家坦克使用可燃发射药筒时，设计把炮塔内储存弹药的尾舱与乘员用防爆门隔离，并安装有泄压板以便弹药殉爆时的压力和火焰向远离乘员舱方向扩散。 尽管T-80的最新型号和衍生型的炮塔的储弹舱有所改良，但仍存在殉爆导致乘员生存率差和不可修复损坏较高的风险。

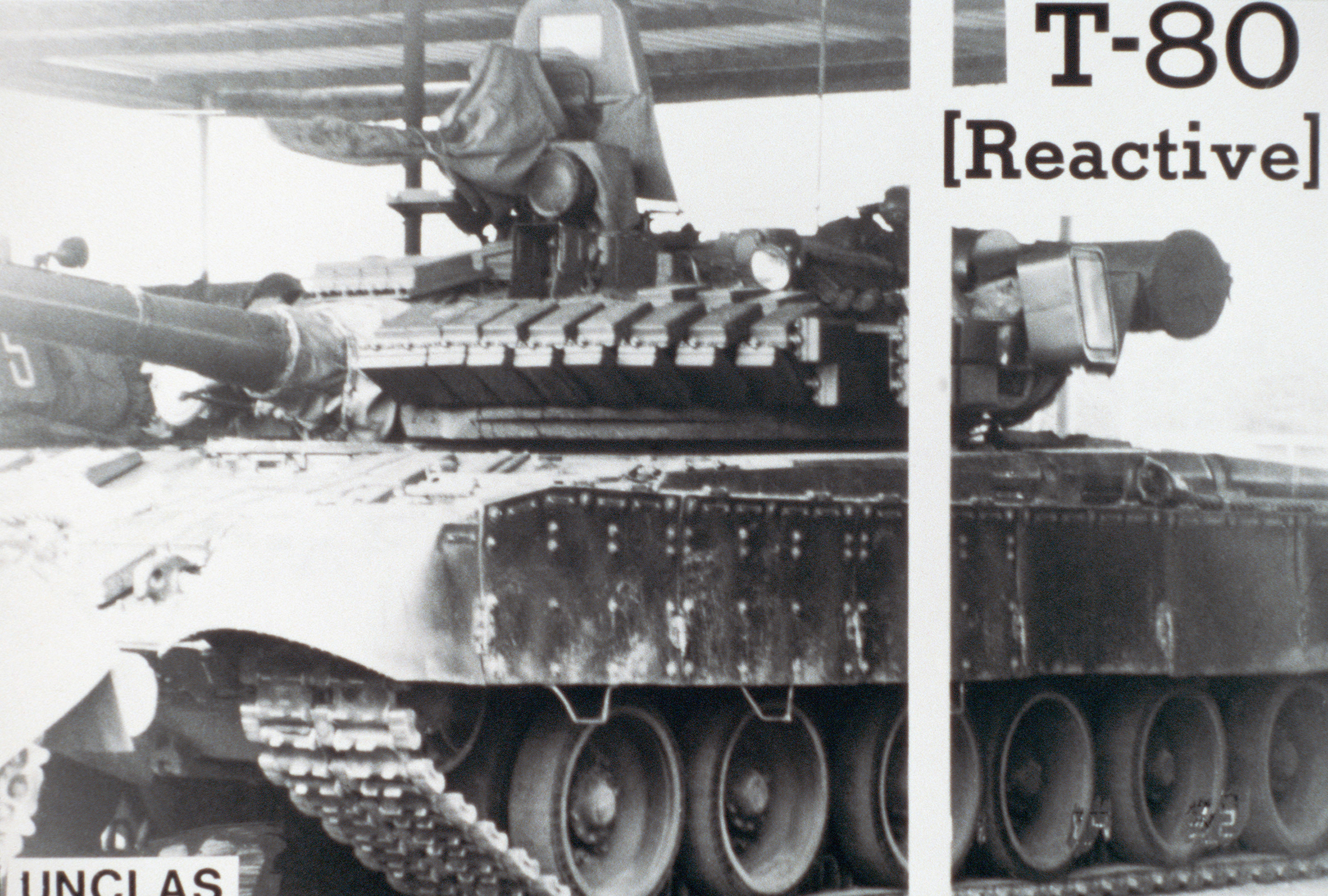
早期T-80的反应装甲块

T-80坦克车体与炮塔的正面使用带中间复合材料夹层的装甲，车体侧面由橡胶制侧裙板保护。从T-80B开始往后的T-80各型号都可加装附加爆炸式反应装甲，外观上看炮塔部位反应装甲安装排列形式与T-64B以及T-72B不同。不过，T-80U的防护弱点是侧面防护能力比较薄弱。后期部分型号可装备“窗帘”-1光电干扰系统或“竞技场”主动防御系统，最新有一些安装了“画眉”-2主动防御系统。
T-80坦克装备了超压式集体防护装置。T-80装备还包括平时载于炮塔后部的潜渡筒，潜渡时须安装进气与排气两根管，在使用時轉動砲塔讓潛渡桶遮住進氣及排氣口。
起初，西方的情报人员经常把T-72和T-80混淆。然而，T-80是列宁格勒基洛夫工厂的波波夫设计局（1992年改名特种机械设计局）的产品，而T-72由下塔吉尔乌拉尔机车车辆厂设计局研制，因此内在机械结构上完全不同。虽然从远看T-72、T-80、甚至T-64三者外观上有不少相似之处，实际上三种坦克有很多明显的差异，T-64是位于乌克兰哈爾科夫的莫洛佐夫设计局的产品，初衷是用以取代老旧的IS-3和T-10坦克，使用了較多的先進技術，雖然性能較好，但也存在著結構較複雜、高製造成本的問題，所以在蘇聯時代產量較少，配裝給精英部隊；T-80最初是源自T-64的另起炉灶重新研发，设计理念是“引入科研的最新成果”打造一型“性能参数极优坦克”，編裝上也能看出以取代T-64為主；而T-72則是在原本另外一个独立的方案上融合了T-64的部分技术并采用其他成熟技术与简化设计的低階戰車。成本相对低廉的T-72则广泛装备苏军机械化部队，并大量出口外销。

## 历史

### 蘇聯早期燃气轮机动力戰車的發展
1949年，苏联开展了第一个燃气轮机动力坦克研究项目，由列宁格勒基洛夫工厂的设计师亞歷山大·斯塔罗斯坚科负责。然而，由于蘇聯當時研發不出可裝在戰車上的燃氣渦輪引擎，這個研究計畫連原型車都沒有完成。到了1955年，由该工厂的设计师格爾吉·奥格洛布林领导的团队成功製造出2台1000匹（约合746千瓦）燃气轮机原型机。两年后，著名重型坦克设计师約瑟夫·科廷和他的团队以使用M-850柴油发动机的277工程样车为基础，造出了2辆装有GTD-1燃气轮机的278工程项目样车。这辆工程样车就像是IS-7和T-10两种重型坦克的融合，重53.5吨，最高速度可达57.3千米/时，但由于油箱容量只有1950升，因此最多只能行驶不足300千米。随着时任苏共总书记赫鲁晓夫否决了277工程和279工程，衍生自277工程的278工程也一同下马。1963年，莫洛佐夫设计局完成了T-64主战坦克和衍生型T-64T的研制，后者是使用700匹（515千瓦）GTD-3TL燃气轮机的T-64。由于性能不如理想，因此T-64T在1965年完成一系列试验后被搁置。与此同时，1964年乌拉尔机车车辆厂由里奧尼德·卡尔切夫领导的团队制造了以T-62为基础、搭载功率达800匹（约合597千瓦）GTD-3T直升机用燃气轮机的167T工程样车和搭载GTD-3TU的166TM工程样车。1966年，288工程样车下线。这辆样车由一台双轴式GTD-350T直升机涡轮发动机提供动力，功率可达790匹。这些工程样车最终没有一种达到了实用投产，但为苏联燃气轮机动力坦克的研制提供非常宝贵的经验。

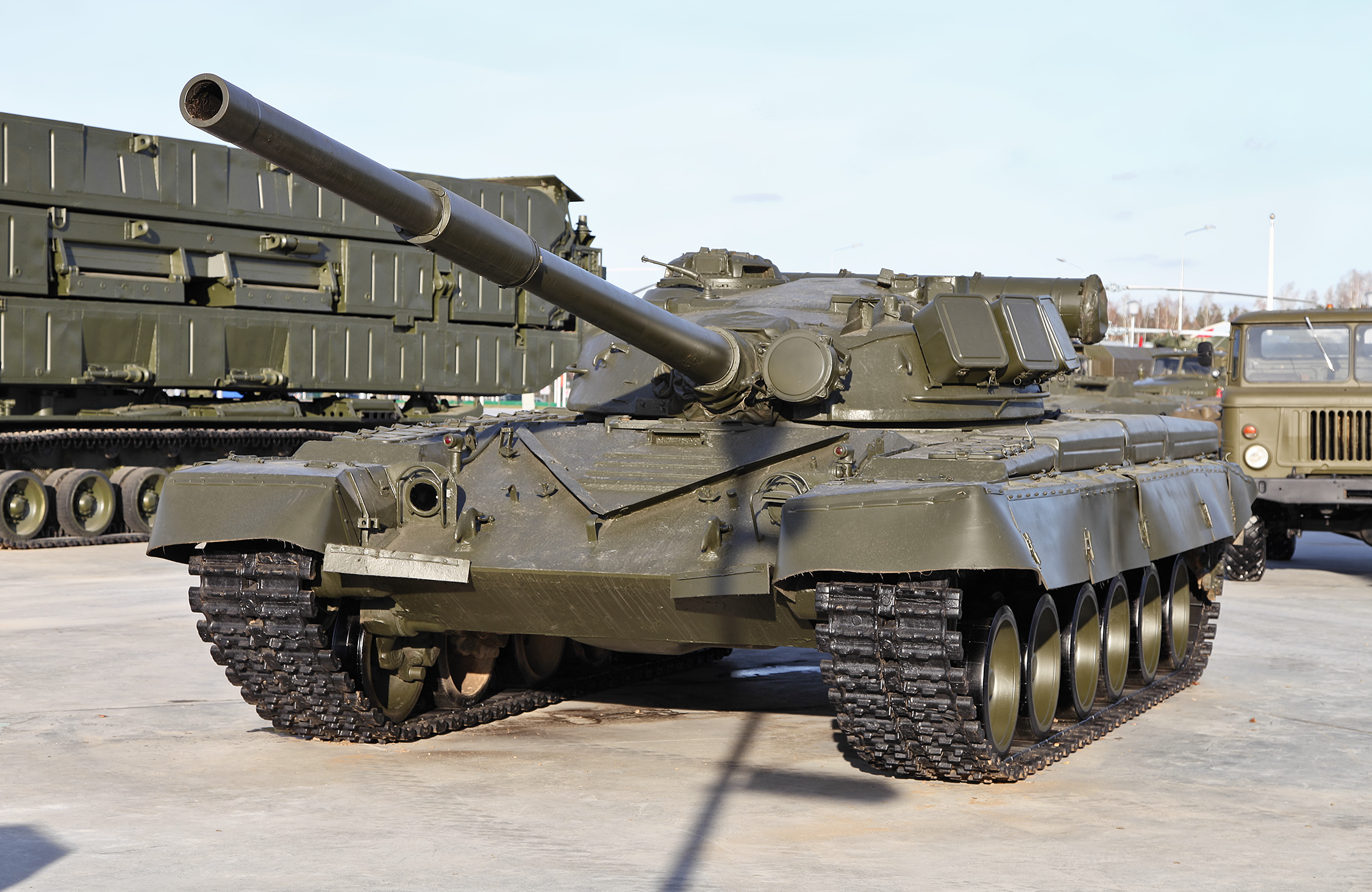
T-80

### T-80（219工程）

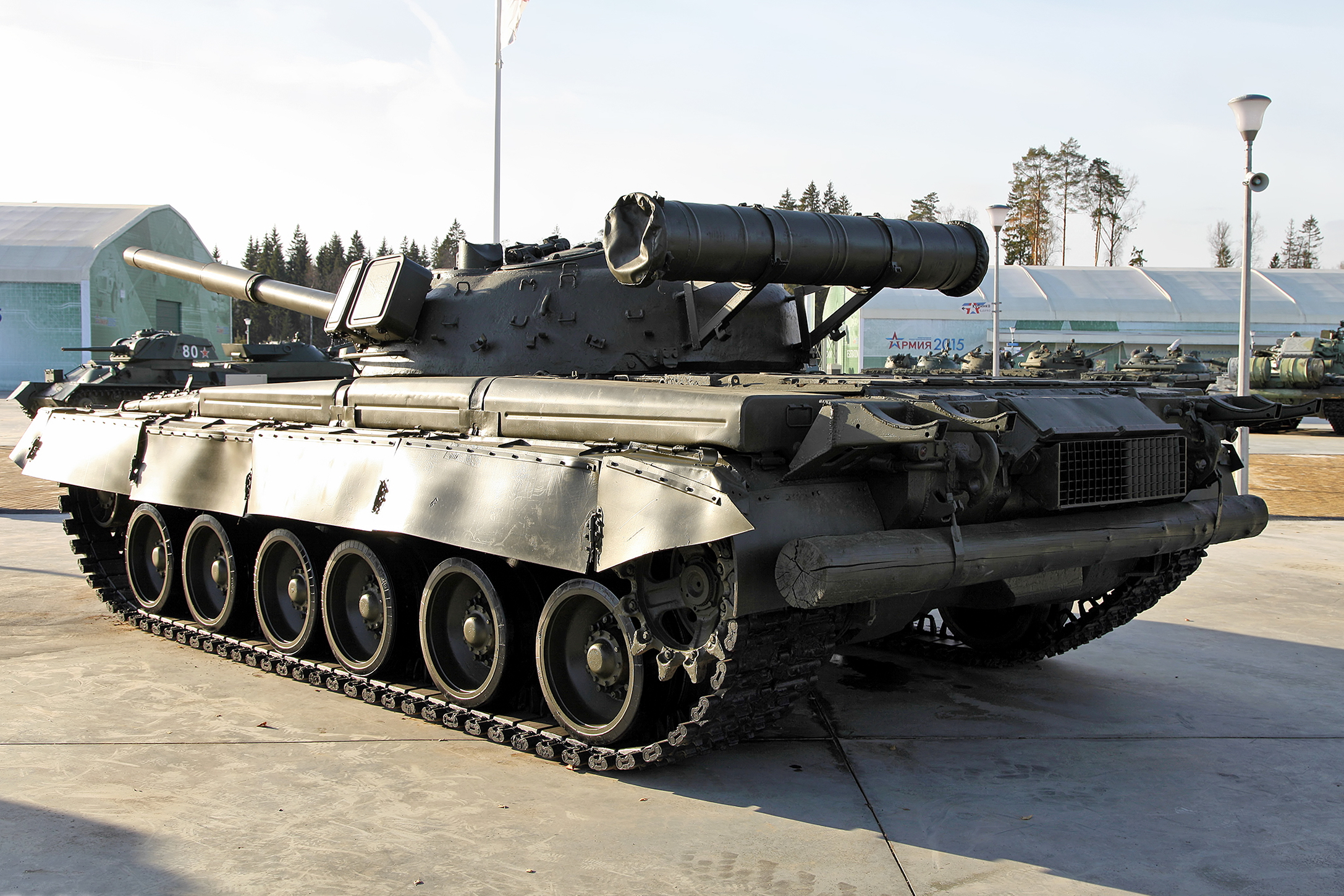
T-80车身后部的排气口

自T-64服役后，由于追求性能采用了大量的新技术，整车的可靠性一直困扰苏联军方，于是开始寻求提高其可靠性的改良。莫洛佐夫机械设计局仍然在解决T-64不可靠的问题，1967年苏联政府已经计划将T-64A坦克的生产扩展到列宁格勒的基洛夫工厂和下塔吉尔的乌拉尔机车车辆厂，这个改良任务也分别交给了乌拉尔车厂和基洛夫工厂。在领导苏联军事工业的德米特里·乌斯季诺夫推动之下，基洛夫工厂设计局提出研制以燃气轮机为动力的T-64坦克，在1967年获批准，研制代号“219工程”，基洛夫工厂设计局把这个项目按照自己的设计思想进行了重新设计。
1969年5月，苏联当时由克里莫夫设计局最新研发的功率可达1000匹（约合746千瓦）的GTD-1000T燃气轮机首次搭载到T-64A样车底盘，命名为219工程Sp1。这个工程绰号“雷电”，由基洛夫工厂的总工程师尼古拉·波波夫负责。来自圣彼得堡克里莫夫设计局的工程师謝爾蓋·伊佐托夫指出由于T-64底盘现有的悬挂系统强度不足，金属路轮和履带在坦克高速行驶时会剧烈震动，造成燃气轮机动力输出严重受限。初步验证燃气轮机的加速性以及低温启动性能好的优势，也暴露出了寿命短和燃料消耗大的问题。为此，219工程Sp2由此展开。重新研制了全新的坦克底盘，工程项目组在悬挂系统上做了很大努力，为进一步测试多种不同型号的悬挂和行动装置相关组件性能在1968年至1971年间共累计生产了60辆样车。1971年，安装带有直径为670毫米的挂胶负重轮和挂胶履带的行动装置与悬挂系统方案被确定，搭载了新的传动装置。随后，为解决燃气轮机进尘过多问题，加装了橡胶履带侧裙板并改进了发动机进气过滤系统。1971 年进行T-64A、172M工程样车和219工程样车对比试验。根据试验结果进行了改进后，1972年进行172M工程样车和219工程样车的再次对比试验。1973年，219工程Sp2样车首次进入部队测试。测试结果显示，使用燃气轮机的219工程Sp2样车比使用柴油发动机的T-64主战坦克机动性更好，但燃气轮机的工作寿命无法达到设计目标500小时；实际上，1972年生产的27台GTD-1000燃气轮机只有19台能工作超过300小时。
1974年至1975年，219工程的最新改进型219工程Sp8样车进入伏尔加军区展开更大规模测试，结果让人相当失望：发动机油耗是T-64的1.6~1.8倍，即使配备了外挂油箱其行驶里程也仅仅达到最低要求450千米；另外，燃气轮机的可靠性也让人堪忧。有见及此，时任苏联国防部长安德烈·格列奇科元帅否决了219工程的投产计划，并指出219工程样车比起T-64A油耗高了接近1倍但火力和防护毫无提高。

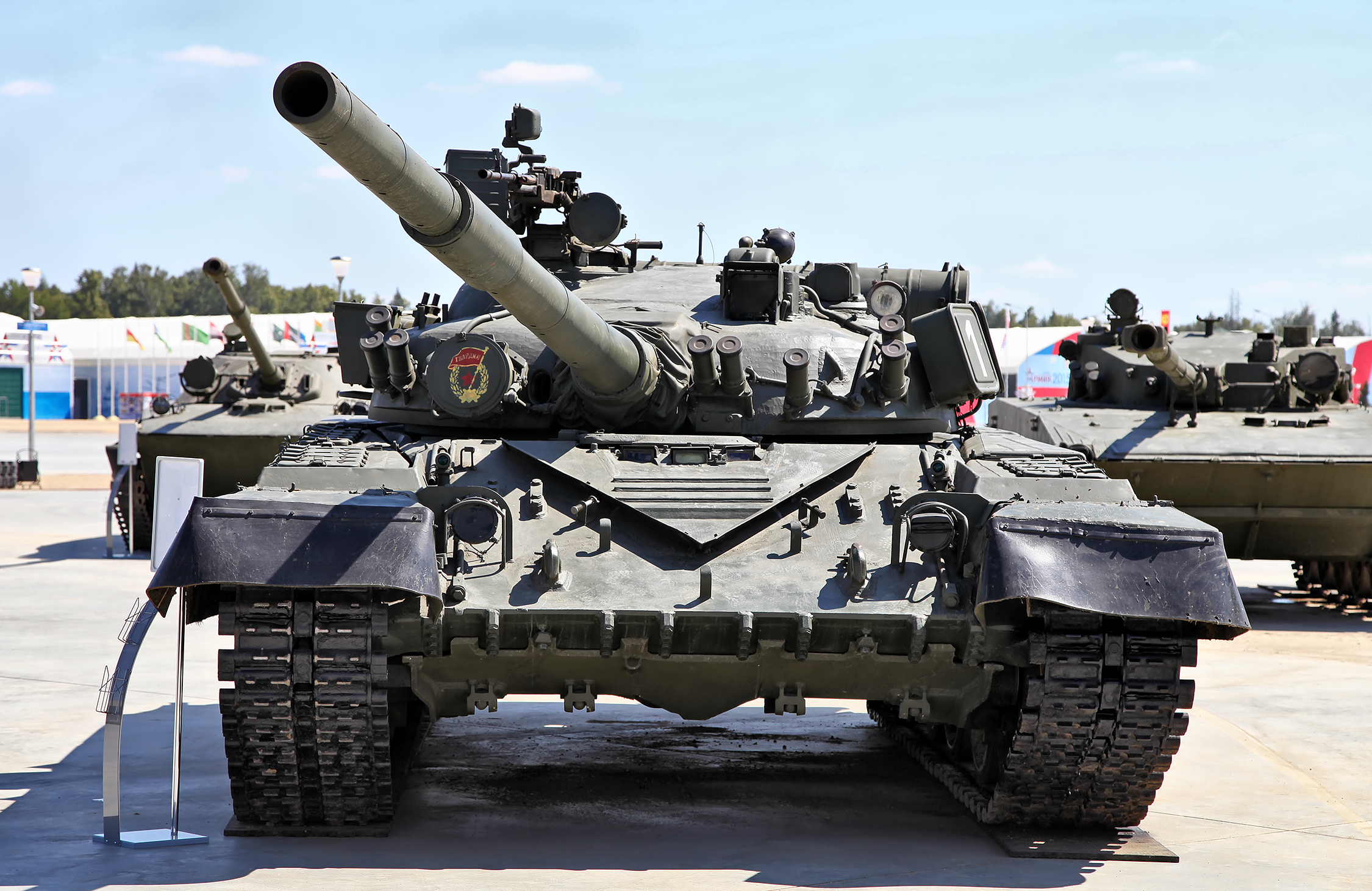
T-80B(Object 219R)

1976年4月26日，格列奇科逝世，德米特里·乌斯季诺夫元帅接任苏联国防部长一职。自1960年代起，乌斯季诺夫一直关注燃气轮机坦克技术发展，因此对219工程非常重视。1976年7月6日，苏共中央委员会和苏联部长会议第539-184号决议《关于将燃气涡轮发动机坦克纳入苏联军队服役》，219工程被批准进入苏联军队服役，并被赋予了T-80的代号。7月19日，苏联国防部发布了第143号命令，批准用该坦克补充苏联军队坦克部队。T-80的主要研究单位基洛夫工厂立即转产T-80；后来国家计划将生产任务扩大到鄂木斯克13号工厂，哈爾科夫马雷舍夫工厂也逐步改为生产T-80坦克。尽管比起T-72，乌斯季诺夫元帅明显更青睐于T-80，但考虑到T-72成本低廉，能替代原有的T-54等老式坦克，因此让乌拉尔车厂继续生产T-72。然而，乌斯季诺夫坚持让T-80优先使用新的先进设备，比如新型火控系统等。
T-80可视为基洛夫厂全新设计的安装燃气轮机的新车体与T-64A的炮塔相结合。T-80与T-64A几乎相同的装甲配置，武器系统与T-64A的几乎没有变化，包括火炮、弹药、自动装弹机等，因此同样使用2A46型滑膛炮与TPD-2-49光学合像测距仪的T-80与T-64A火力相当。然而，与T-64A相比，T-80成本高得离谱：一辆T-64A成本为14.3万卢布，而T-80成本高达48万卢布，貴了3.5倍。在T-80投入量产的同时，T-64的最新型号、能发射炮射导弹和安装反应装甲的T-64B也开始生产了。因此，T-80产量并不大。据《欧洲常规武装力量条约》签订时的统计，至1990年11月，乌拉尔山脉以西只有112辆T-80坦克，因此可以推测直到1978年T-80停产为止总产量不会超过200辆。

### T-80B

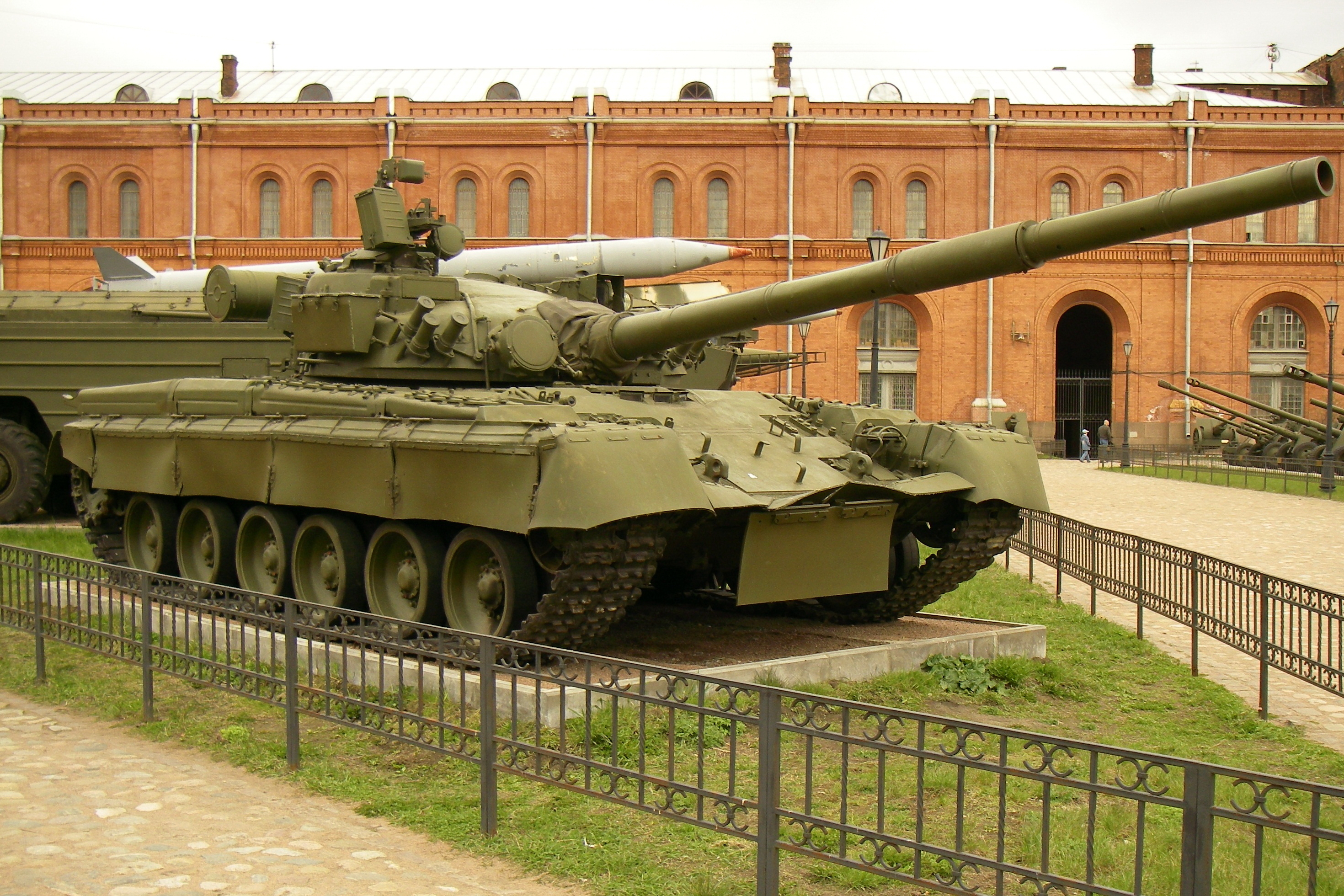
圣彼得堡火炮博物馆陈列的T-80B，炮塔上有炮射导弹制导天线盒

T-80投产后，基洛夫工厂开展了改进型219R工程，目的是把最近研发完成的T-64B和T-80结合起来。这项工程最终成果就是T-80B。是T-80系列第一个完善型号。1978年，基洛夫工厂迅速转为T-80B的生产，并在同年开始服役；次年，鄂木斯克运输机器制造厂在完成最后一批T-55出口型后也转产T-80B。不久后，鄂木斯克工厂完成630工程，研发出加装地面导航系统和指挥用通讯设备的T-80B指挥型T-80BK。
T-80B配备了与T-64B相同的1A33火控系统，125毫米2A46-2滑膛炮、“三明治”结构Ｋ型复合装甲等装备。从1980年开始装备功率达1100匹的GTD-1000TF燃气轮机，通过增加一个增压器实现动力输出的进步。 T-80B的燃油消耗量却比T-72坦克高4倍，怠速时和运行时的油耗几乎相同，燃油箱的容量加大，燃油系统被命中的概率也高，尤其是车臣战争期间。
另外，在1983年苏联根据对获得的以色列的M111穿甲弹测试，证明能击穿T-80首上装甲，为此在早期的T-80B加焊了一层16毫米高硬度钢装甲补强。
T-80BV (1985年型) 改进了增强的五层复合装甲设计，以应对西方120毫米滑膛炮的威胁。
Ｋ型复合装甲由钢铁科学研究院研制，材料构成由外至内分别为：锻压高碳钢板、陶瓷材料夹层与强化玻璃纤维材料、高硬度锻压高碳钢板、陶瓷材料夹层和防中子衬层。其中陶瓷材料层为刚玉陶瓷，内层钢板的硬度远大于外层，强化玻璃纤维材料则为装甲提供较好的韧性。炮塔前部的Ｋ型复合装甲炮盾防护力等效于550毫米匀质钢板。倾斜装甲使用另一种陶瓷复合装甲材料，由从外到内分别是80毫米厚装甲钢板、刚玉陶瓷材料、105毫米厚玻璃纤维板和20毫米装甲钢板内衬组成，防护力等效500毫米匀质钢板。由于复合装甲比起同等重量的匀质钢板装甲更能有效抵御破甲榴弹的攻击，因此使用复合装甲的T-80B让当时无论是在坦克用破甲榴弹还是反坦克导弹领域都占优势的北约相当头痛。

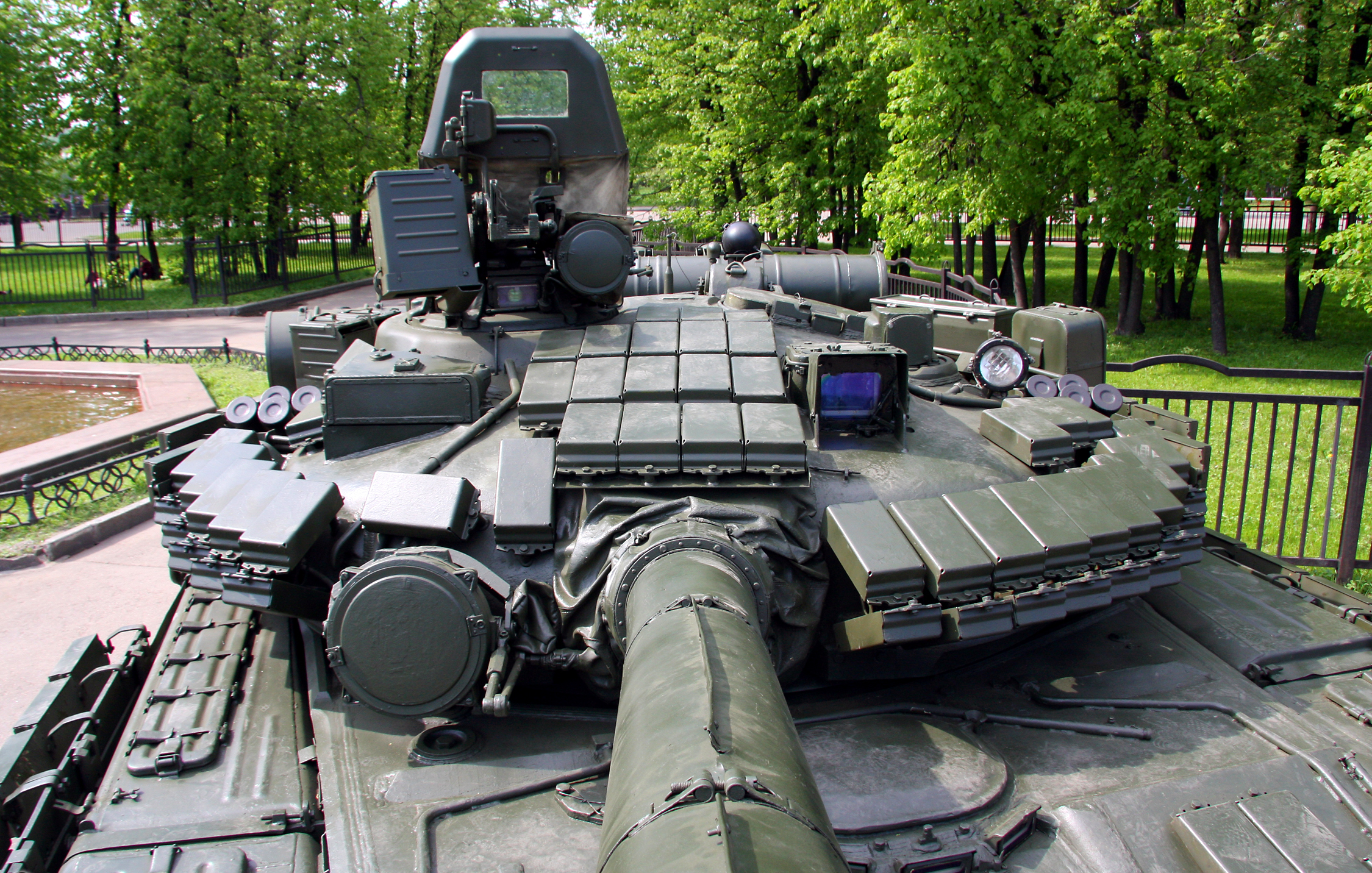
T-80BV炮塔上“接触”-1爆炸反应装甲和各种观察瞄准装置

T-80B装备T-64B的1A33扰动式火控系统，包括弹道计算机、2E26M火炮双向稳定器、耳轴倾斜传感器、1B11横风传感器，TKN-3V车长昼夜合一观察瞄准仪结合辅助射击的功能，带激光测距仪的1G42炮手昼间瞄准仪、TPN-3-49主/被动夜视仪，以及炮射导弹制导系统，具有一定的动对动射击能力。初期T-80B配备2A46M滑膛炮，能发射无线电指令制导的9M112M反坦克导弹，能攻击4千米内的坦克或悬停状态的直升机。9M112导弹成本很高，1975年一枚9M112造价达5000卢布，而同期一台坦克用柴油发动机造价为9000卢布，每辆坦克基数也只配备4枚。 由于制造工艺与技术问题，与同时期德国的RH120 L44的出膛压相比较低，至1983年起开始换装新型的2A46M-1滑膛炮。
从1985年起，基洛夫工厂生产的T-80B升级为带“接触”-1爆炸反应装甲的T-80BV，随后鄂木斯克工厂的T-80BK也升级为同样安装反应装甲的T-80BVK。早在1960年代，钢铁科学研究院已经开发一种称作“动态防护”的反应装甲，但当时苏联军方对此兴趣不大。直到1982年第五次中东战争，配备了反应装甲的以色列坦克在黎巴嫩军的破甲榴弹面前展现了极高的生存能力，苏联才决定大力发展反应装甲，并优先装备到驻东德部队。研究院的报告指出，对于一般的125毫米口径炮弹，“接触”-1能削弱其造成86%伤害，而125毫米破甲榴弹能减少58%，至于93毫米的单兵反装甲武器甚至能削弱92%。“接触”-1通过螺栓“挂”到装甲上，更换简单但容易被外力刮掉。
T-80B是T-80系列产量最高的型号。据《欧洲常规武装力量条约》签订时的统计，至1990年11月，乌拉尔山脉以西有4352辆各种型号T-80B坦克，约占全部T-80坦克的90%；其中包括594辆T-80BV和23辆T-80BVK，占所有T-80的13%。
2019年，俄軍為補充战备缺口，計畫將舊式T-80BV改良升級為T-80BVM，改裝後的车体將掛載獨特「軟式爆炸反應裝甲」，提升城鎮戰作戰需求。「軟式爆炸反應裝甲」內裝與第3代Relikt爆炸反應裝甲（ERA）相同，但金属模块改為耐用的編織物，以每隔約15公分的距離用皮帶掛勾固定；採用此設計主要基於反饋的實戰經驗，戰車在城鎮戰環境中往往會撞擊建物牆壁、樑柱等各式堅固物體，傳統以螺栓固定的ERA易被整片扯掉，不但該部位失去ERA防護，同時也會失去掛載的螺栓固定點。新的「軟式爆炸反應裝甲」能減少被扯掉的機率，即便駕駛「粗暴」操作戰車，致「軟式爆炸反應裝甲」被扯掉，將新的掛上去僅需很短時間，整備效率較傳統ERA大幅提高。T-80BVM車體正面與砲塔正面，則仍將使用傳統第三代ERA。升級後的T-80BVM不但擁有與T-90相同带熱成像通道的Sosna-U瞄準仪，並將換裝新式2A46M-4滑膛砲與新的自動裝彈機，可發射新式Svinets-1/-2（3BM59/60）尾翼稳定脫殼穿甲彈；據稱前者為碳化鎢合金彈芯，而後者為衰變鈾彈芯。

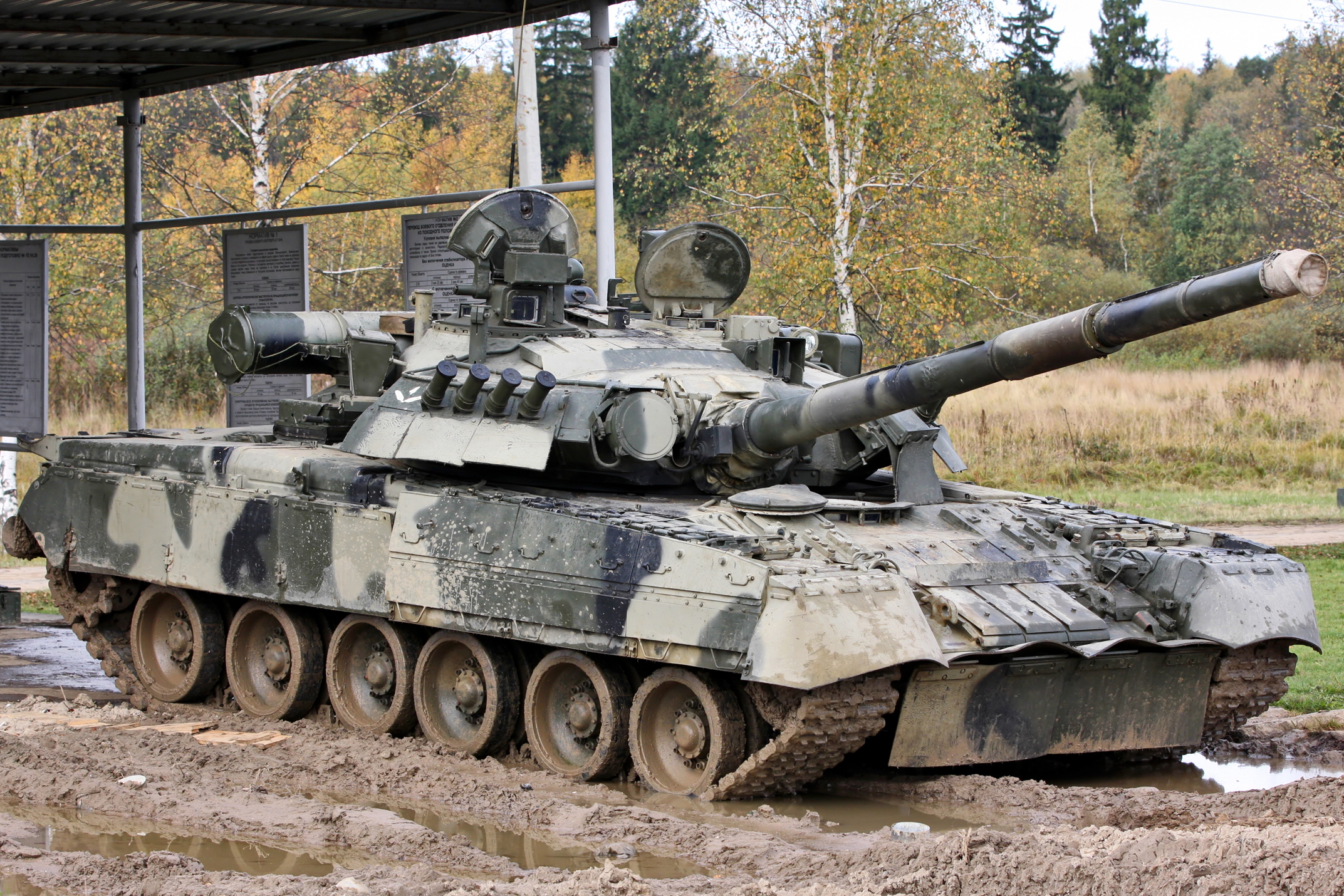

### T-80U
T-80的下一个升级型号研发代号219A工程。当时，苏联当局希望把莫洛佐夫设计局最新开发的476工程样车的炮塔与T-80B的车体融合在一起，于是命令基洛夫工厂第3设计局和莫洛佐夫设计局合作完成219A工程。其中，第3设计局负责统筹项目整体，莫洛佐夫设计局在总工程师尼古拉·绍明的领导下负责研制炮塔和武器系统。1982年，项目的最终成品是T-80A，但由于各种原因，最终没有服役。与此同时，另一个T-80B升级项目，219V工程也在进行中。这个项目计划在T-80B上整合9K119炮射反坦克导弹系统和1A45火控系统。

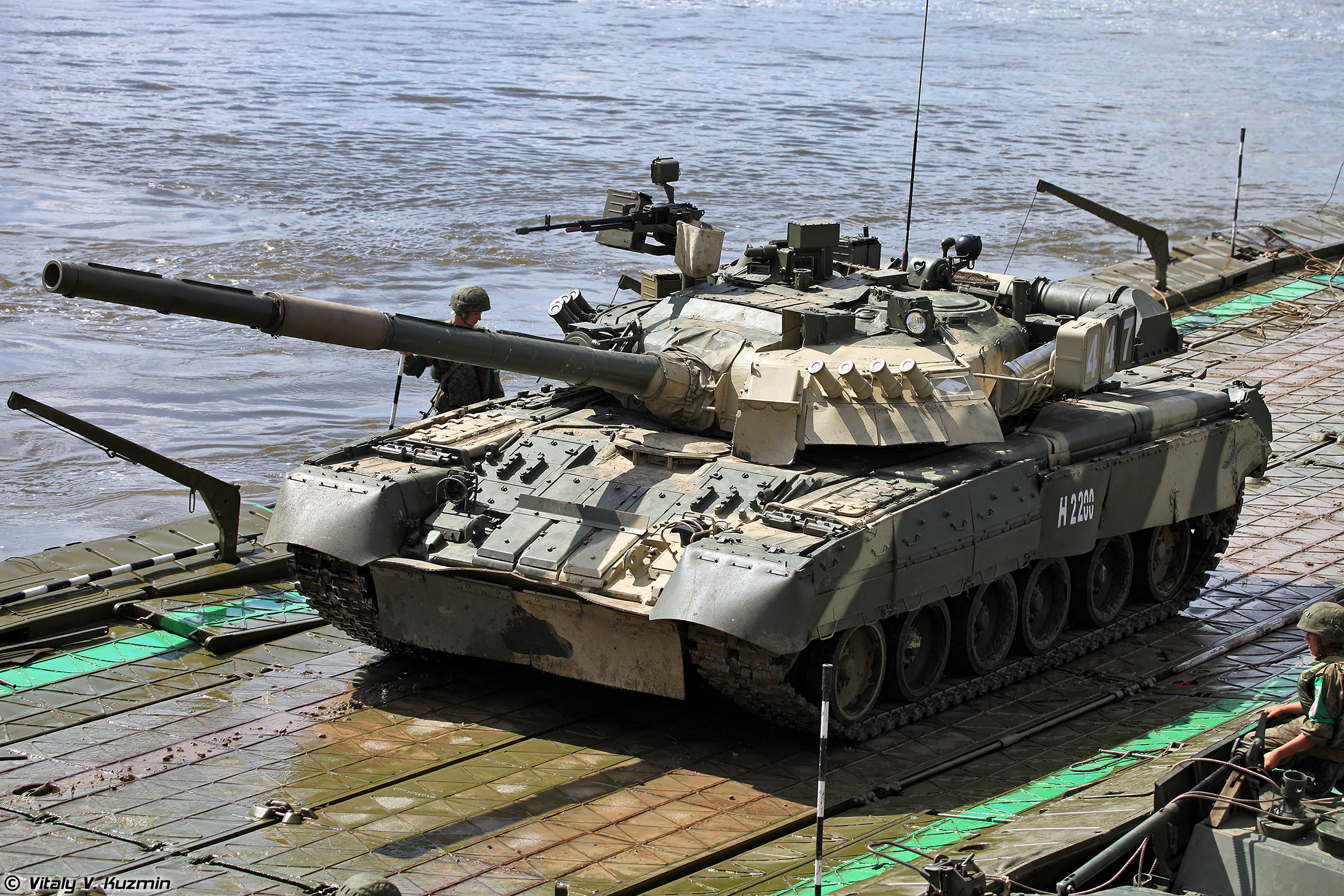
T-80U

后来，基洛夫工厂设计局和莫洛佐夫设计局把219A和219V两项工程的特点融为一体，219AS工程由此开始；其中车身由基洛夫工厂第3设计局开发，炮塔和武器由莫洛佐夫设计局研制。1985年，219AS工程的最终成果投产，被命名为T-80U。1987年正式服役。
T-80U使用新一代GTD-1250燃气轮机，不仅能提供1250匹的动力，还能使用航空煤油、柴油和低辛烷值的汽油或三者的混合物作燃料，具备优秀的动态稳定性和可靠性，使用寿命更高。此外，这款发动机还引入了不少新技术：径向气流压缩机扇叶盖板和高压涡轮喷嘴组件的自动除尘系统、可变动力涡轮喷嘴组件，以及内置式减速箱。 然而，GTD-1250的油耗仍然很高，令俄军难以接受。
T-80U安装了新式的蜂窝状装甲结构炮塔，炮塔正面和车体首上都采用了陶瓷复合装甲；并具备安装可多次使用的“接触”-5反应装甲的能力。早在T-80U设计之初，“接触”-5反应装甲已经整合到炮塔、车身上。比起上一代“接触”-1反应装甲，“接触”-5不仅能防御破甲榴弹，还能防御尾翼稳定脱壳穿甲弹等动能弹，如美国的M829A1“银子弹”；另一方面，由于接触-5改用4S22炸药，因此被7.62或12.7毫米步枪子弹、炮弹破片或30毫米炮弹击中后不会像使用4S20炸药的“接触”-1那样发生爆炸，而且可重复使用。据韩国陆军对T-80U的实弹测试，在1800至2000米距离上T-80U正面可以抵御美国的M829A1穿甲弹。
跟T-80的其他型号一样，T-80U的车体两侧都有履带侧裙板保护，其中两侧前3块侧裙板因为要安装登车把手而使用装甲板制成，其余皆为橡胶材料。
在火控方面，得益于1A45火控系统，T-80U比过往型号火力都要强大。这套系统包括弹道计算机、2E42双向陀螺稳定装置、带激光测距仪的1G46双轴陀螺稳定炮手观瞄仪和TPN-4-49-23主动红外/被动微光夜视仪、TKN-4S车长独立稳定昼夜观察瞄准仪，以及制导炮射导弹所需的制导/红外跟踪/控制系统。但没有独立的车长周视热成像仪。另外，T-80U的火炮也升级为2A46M-1型125毫米滑膛炮。能发射9M119反坦克导弹，改进的6EHTS-K自动装填机也能使用3BM46长杆尾翼稳定脱壳穿甲弹。在先进的火控系统、火炮和弹药配合下，T-80U能精确打击并摧毁5公里内的目标。根据德国用装备2A46M-1的T-80BV (1985年型) 进行的实弹测试，在2000米距离上穿透了豹2A4的正面主装甲。

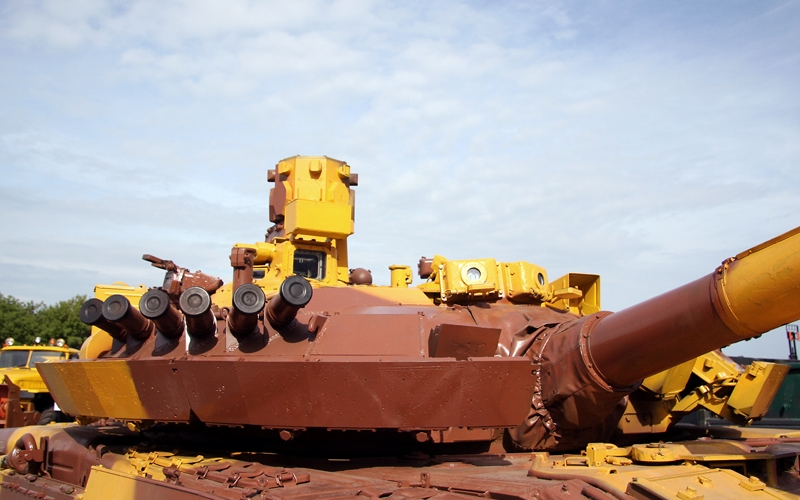
T-80UM-1砲塔安裝竞技场主動防禦系統和窗帘光电对抗系统

1990年代初T-80U、T-80UM炮手热成像观瞄仪升级为与T-90标准型一样的“龙舌兰”-2，增加了发射9M119M“反射-M”反坦克导弹能力。
1997年，T-80U升级到T-80UM-1“雪豹”开始服役，配备2A46M-4型125毫米滑膛炮、1A45M火控系统、GTD-1250G燃气轮机、“竞技场-E”主动防御系统以及其他新设备。
据《欧洲常规武装力量条约》签订时的统计，至1990年11月，乌拉尔山脉以西有410辆T-80U坦克，约占全部T-80坦克的8%。尽管，毫无疑问T-80U是苏联最强的坦克，但成本也相当高昂。根据鄂木斯克运输机器制造厂的评估，T-80U的作战性能比T-72B高10%，但成本却多了将近3倍：一辆T-72B只需28万卢布，但T-80U却需要82.4万卢布。
苏联解体后，随着国防工业的萎缩，只剩下俄罗斯的鄂木斯克工厂和乌克兰的哈爾科夫马雷舍夫工厂仍然生产T-80系列，过去一直主导开发工作的列宁格勒基洛夫工厂则宣布停产。车臣战争后，由于战争中的糟糕表现，俄罗斯已宣布不再采购包括T-80在内的使用燃气轮机的坦克。但鄂木斯克运输机械厂仍继续生产用于出口的T-80，并开发了试验性的T-80UM2(唯一一辆原型车于苏梅战役中遭乌克兰武装部队击毁)，并衍生出后来被取消的黑鹰坦克。1999年俄罗斯用T-80U和T-90各六辆进行了防护测试，结果是T-90胜出。
俄罗斯的T-80U曾出口到中国、塞浦路斯和也门，并作债务偿还出口到韩国；此外，英国以国防科研为目的从特殊渠道从俄国购入一批T-80，当中有1辆后来被转送到美国。

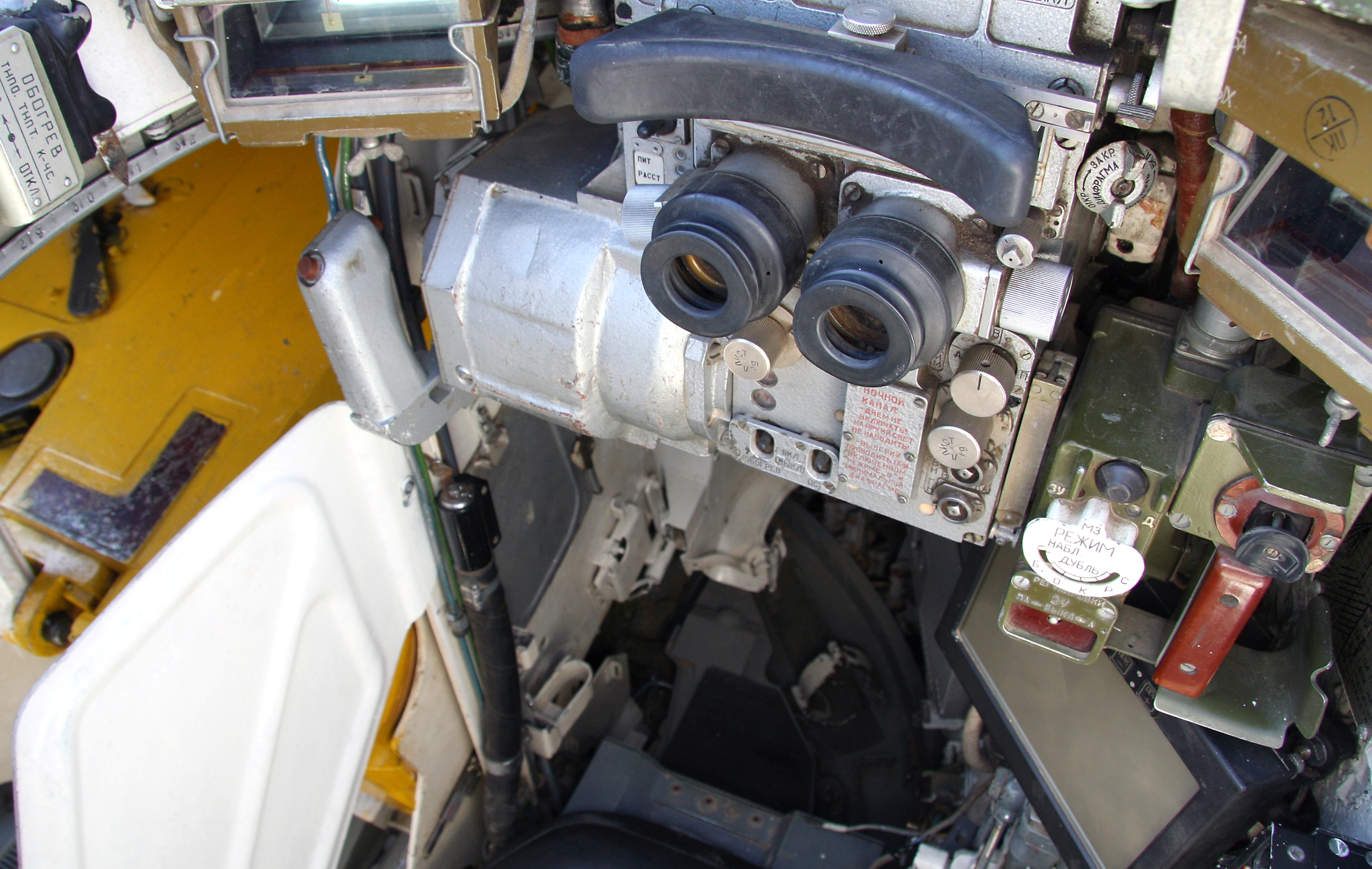
T-80U車長席，裝配的TKN-4 AGAT車長鏡和左側的PZU-6型NSV重機槍專用防空瞄準鏡清晰可見
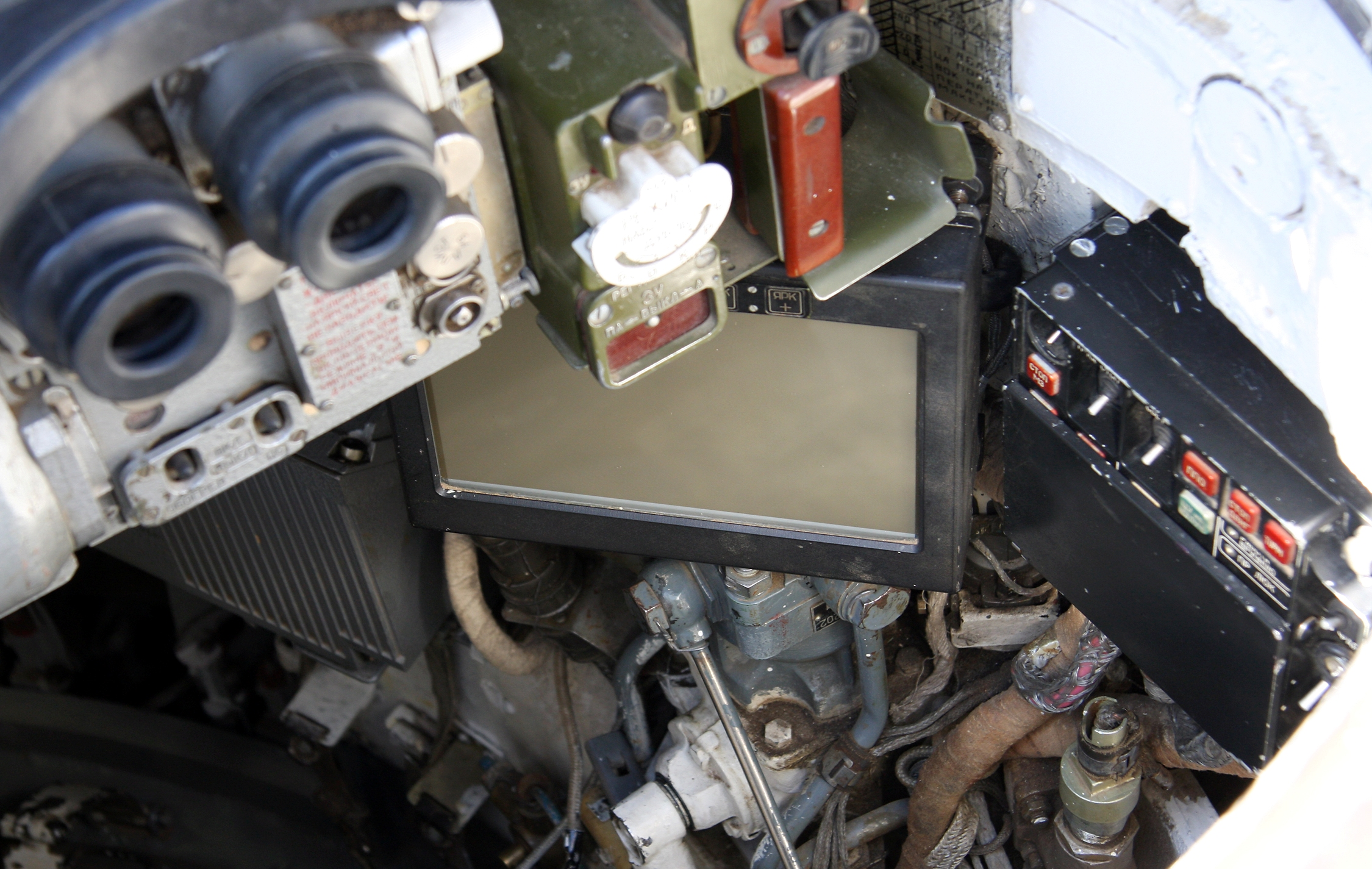
T-80U數位顯示器
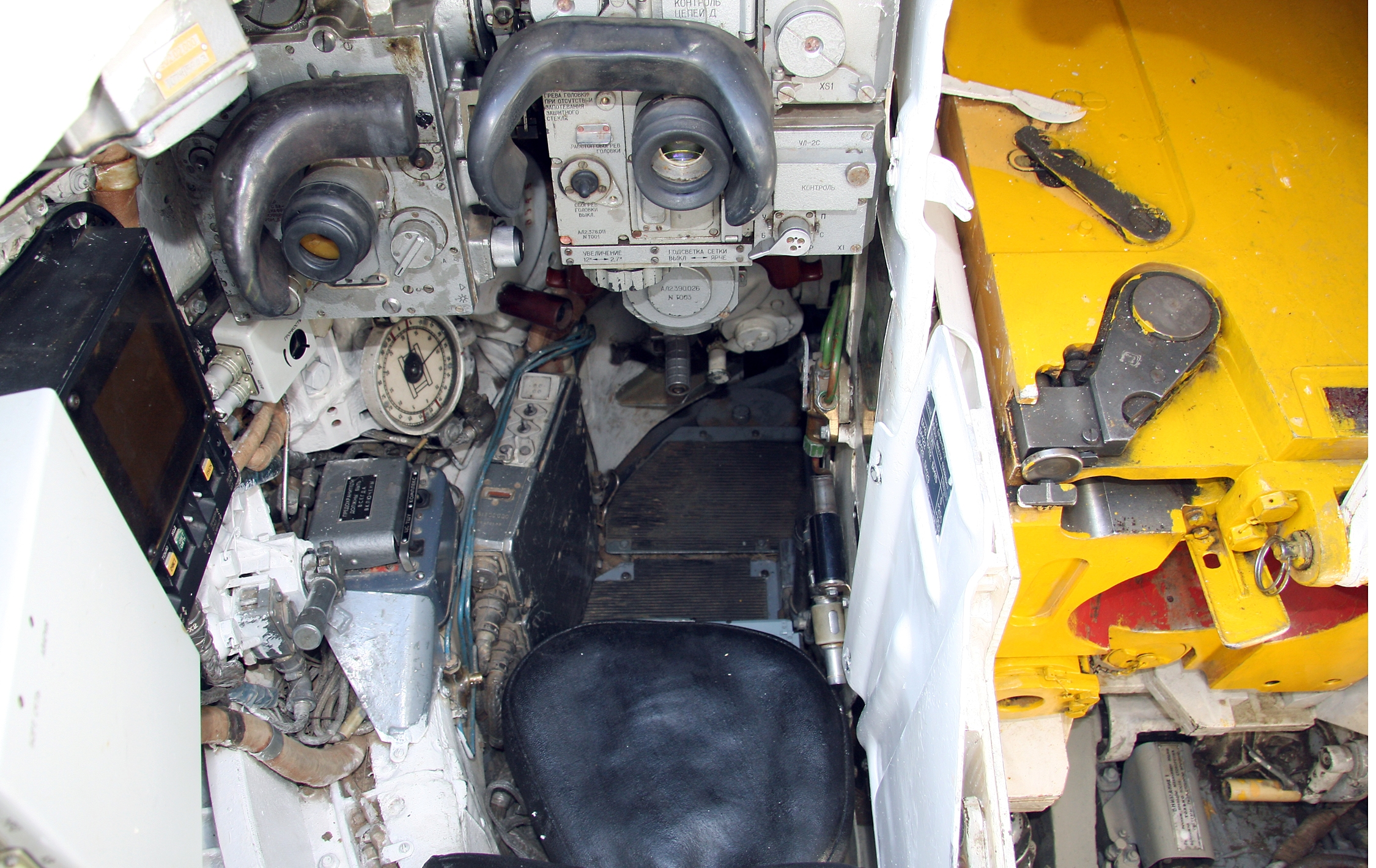
T-80U炮手席
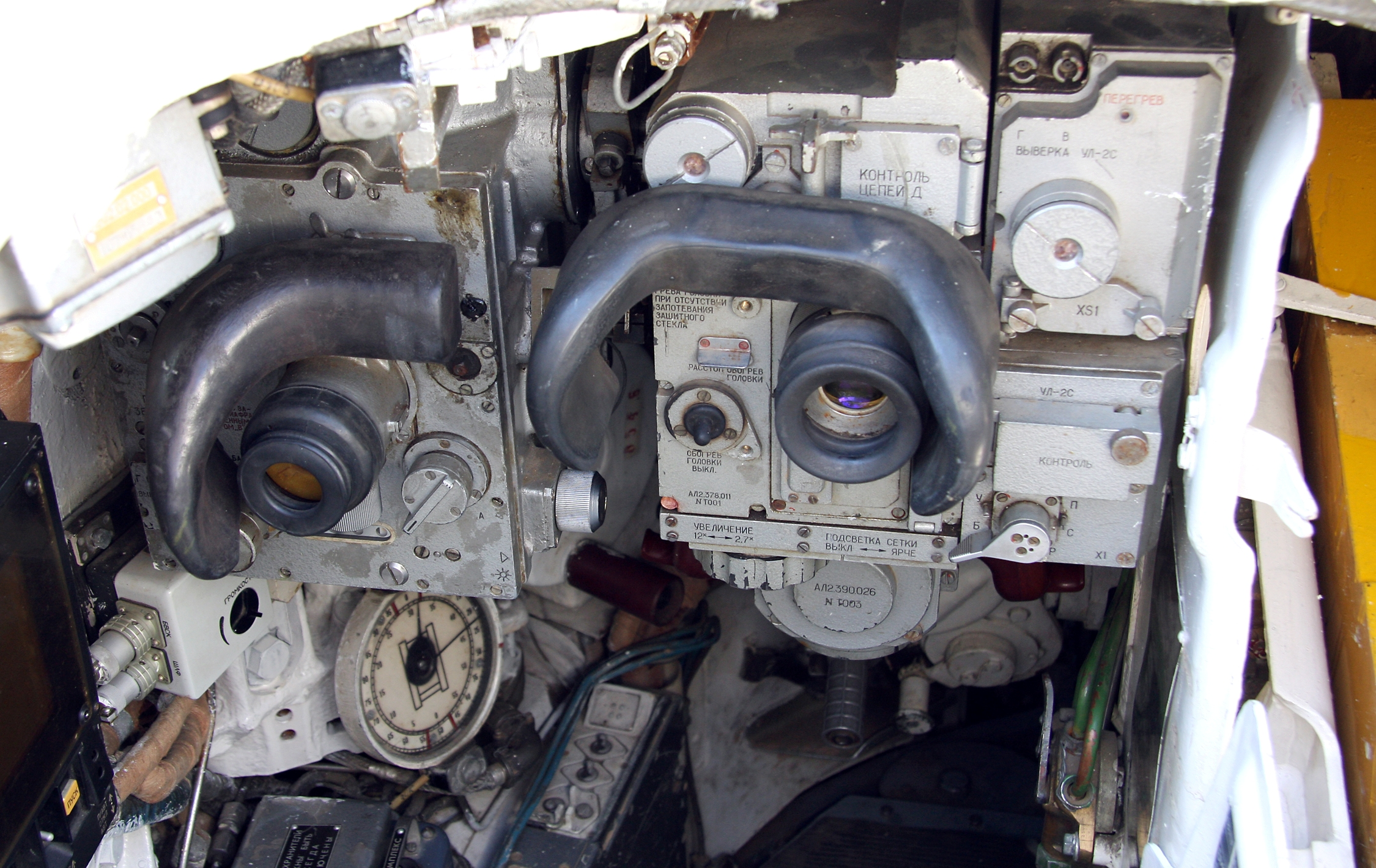
T-80U內的1G46砲手瞄準器特寫。

### T-80UD和T-84

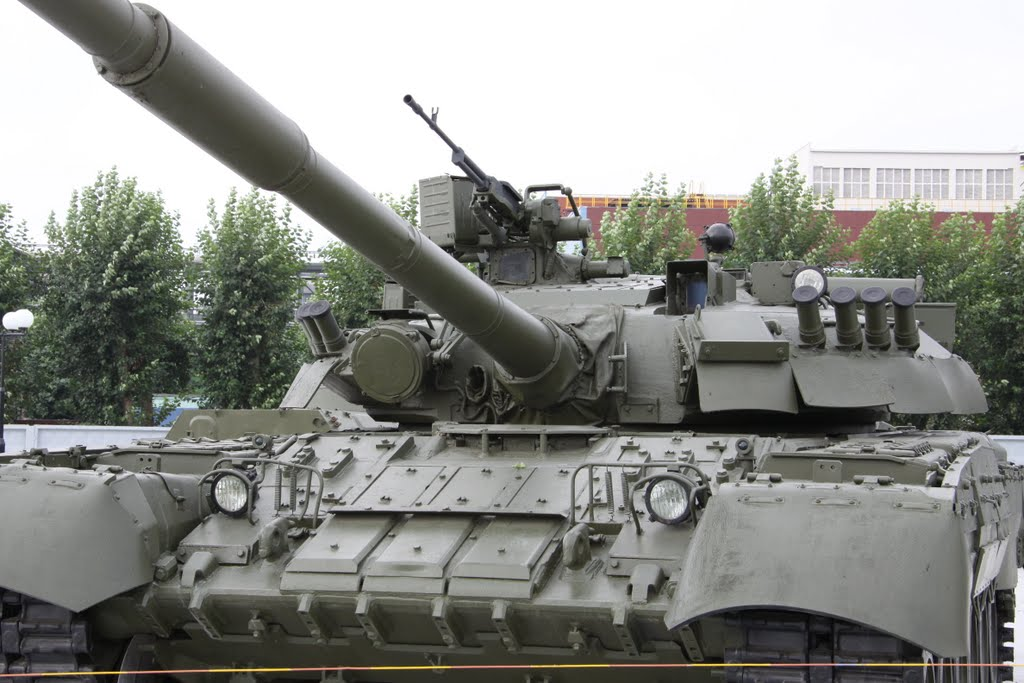
T-80UD

1987年，位於乌克兰的莫洛佐夫设计局已经独立完成T-80柴油发动机版本478B工程样车的开发，即T-80UD“白桦”。T-80UD使用功率为1,000匹馬力的6TD-1型多燃料两冲程对置活塞6缸涡轮增压柴油发动机，6TD-1尽管比GTD-1250動力輸出要低，但更省油，也就是消耗相等燃料，T-80UD的最大行程比T-80U要远得多。另外，T-80UD装备的发动机辅助系统能确保燃料温度达到55℃发动机仍能正常运作，同时可以在没有其他设备辅助下泅渡通过1.8米深水域，而有辅助设备是最大泅渡深度为5米。T-80UD车长指挥塔配备了一个遥控电动机枪架。T-80UD可与T-80U共用大部分零件，除了发动机组件（包括装甲盖板）、烟幕弹发射器阵列和炮塔内弹药储存箱。T-80UD参加了1990年5月9日胜利日和11月7日十月革命节在莫斯科红场举行的阅兵式，当时被西方命名为T-80 M1989。至苏联解体为止，马里舍夫工厂共生产约500辆T-80UD，其中约350辆T-80UD在苏联解体时还在马里舍夫工厂。
苏联解体后，分布於各前蘇聯加盟共和國的軍工產業由當地政府接手，這讓T-80出現平行發展，並在國際軍火市場上同台竞争的現象；因為T-80研發在俄羅斯，量產在烏克蘭，兩國都有能力實施改良。

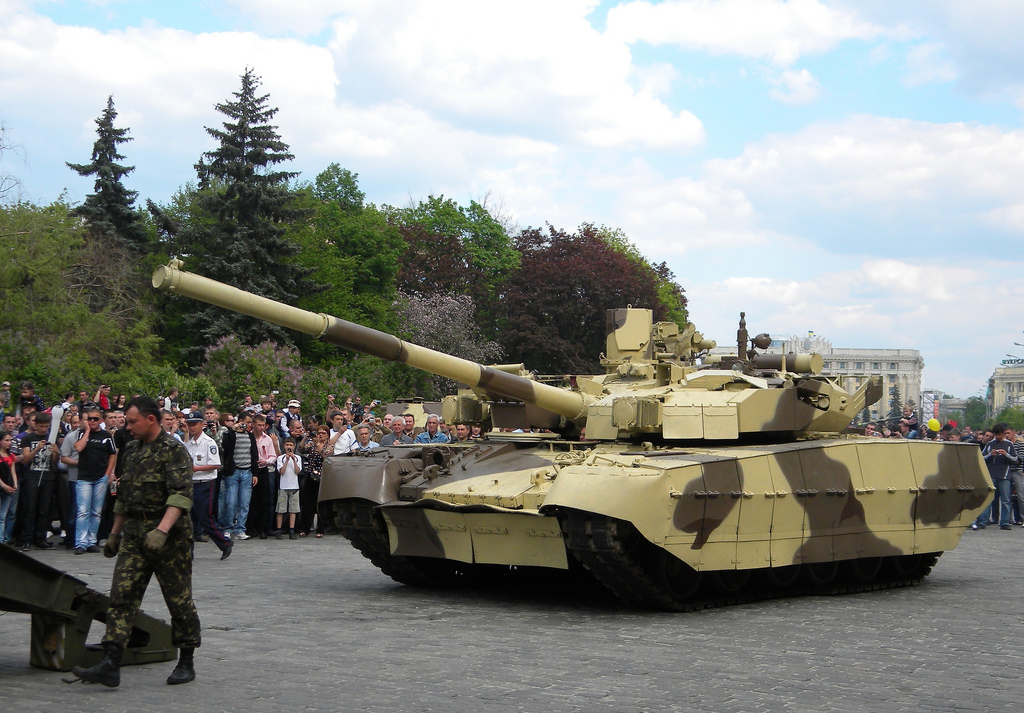
烏克蘭的T-84「堡壘」

T-84主戰坦克是T-80UD的改进型号，T-84外观上与T-80UD有明显的差别，使用乌克兰自主研发的多层间隙式复合装甲焊接式结构炮塔和1200匹马力（约合895千瓦）6TD-2型二冲程对置活塞6缸柴油发动机。T-84炮塔与车体前面布置“接触”-5爆炸反应装甲和"窗帘"-1光电干扰系统。装备2A46M-1滑膛炮的乌克兰版本KBA-3型滑膛坦克炮。此型号1995年在阿布扎比IDEX-1995国际装备展览中首度亮相，2000年2月进入乌克兰陆军服役。
随后，T-84U“堡垒”开始研发。乌克兰国防部曾经要求马里舍夫工厂至2009年交付10辆T-84U，但由于国防部承诺提供的3亿美元资金在2年内只有7000万到账，因此T-84U的生产一度陷入停摆。第一批T-84U在2009年5月28日正式服役。T-84U改良了不少细节，比如更厚的履带侧裙等。另外，2000年乌克兰还研制了使用符合北约标准的KBM-2型120毫米滑膛炮的T-84-120“弯刀”，用于对外贸易。
比起俄罗斯，乌克兰的T-80和T-84销量更好。巴基斯坦已从乌克兰已购买了320辆T-80UD，并已于2002年全部交付。泰国也在2011年3月宣布采购200辆T-84“堡垒”-M，其中首批49辆坦克价值超过71亿泰铢。然而，由于乌克兰国内武装冲突的影响，使T-84的產量和品質嚴重下降，计划2015年完成的交付，至2015年末只交付了10辆，至2018年才完成剩余的交付。因交货一再拖延，且乌克兰的T-84品質控制不佳，經常出現故障，可靠性不足，且勉強交貨的戰車品質與計劃書中所述嚴重不符，更被發現部分零件是從舊蘇聯遺留的戰車上拆下裝配，最終泰國於2017年取消餘下151架訂單，转而向中国订购了49辆VT-4主战坦克。

## 主要型号
以下是苏联、俄罗斯和乌克兰T-80主战坦克主要量产型列表（括号内是服役年份）。下列坦克可能有多种子型号，皆以后缀区分：字母“K”代表指挥型（Коммандирский），如T-80BK；“V”代表加装了爆炸式反应装甲，如T-80BV；数字“1”代表不带炮射导弹功能，如T-80B1。
- T-80（1976年）：基础型号，配备功率为1000匹的GTD-1000T燃气涡轮发动机、激光测距仪；没有炮射导弹功能，也无法挂载爆炸式反应装甲。
- T-80B（1978年）：更换了炮塔，升级了火控和自动装弹机，并强化了复合材料装甲，装备9K112-1炮射导弹系统。1980年升级为1100匹发动机，1982年改装更先进的2A42-1火炮，1985年增加挂载反应装甲能力。外挂的反应装甲能让T-80B面对穿甲榴弹打击时获得额外的等效400毫米装甲板的防御能力。
- T-80A（1982年）：T-80B的进一步改良型号，配备动力更充足的1200匹GTD-1000M燃气轮机，炮射导弹系统升级为9K119，载弹量也由T-80B的38发增加到45发。[48][1]
- T-80U（1985年）：T-80A的改进型号，炮射导弹系统进一步升级为可以同时使用9M119和9M119M“反射”两种导弹的9K120导弹发射系统，1993年在其指挥型T-80UK上为炮长装备“龙舌兰”-2热成像瞄准系统，部分T-80UK亦装备有“窗帘”光电对抗系统。炮塔和车体的复合装甲材料更新并加厚，车体正前部和侧前部，炮塔前部和侧部加装“接触”-5爆炸反应装甲。1990年发动机升级为功率为1250匹的GTD-1250燃气轮机。[48][35]
- T-80UM-1/2 安裝主動防禦系統的试验型号，分别裝有“競技場”硬殺防禦系统和“窗簾”光電對抗系統，砲塔外型有大改，另有UM-2型是安裝“鸫”式二代硬殺防禦系统的試驗車，仅建造1辆，原型车于2022年遭乌克兰武装部队于苏梅州击毁[49]。
- T-80UD“白桦”（T-80УД "Берёза"；1987年）：动力系统更换为1000匹马力6TD-1柴油发动机的T-80U，"D"代表柴油机。
- T-80U-E1 （2002年）：T-80BV的早期现代化改进变体，将苏联时期所生产的T-80UD炮塔组合在T-80BV后期型号的车体上，原型在2002~2003年间经过了测试，并且在2003年基于这些测试的结果批准了连续生产。这款型号的一项显著特征就是第二代“普利萨”热像仪，采用来自Thales的法国矩阵。
- T-80BVM（2017年）：T-80BV的現代化延壽版本，動力系統比照T-80U升級為GTD-1250規格。員配備的接觸1型反應裝甲掛載新的「柔性爆炸反應裝甲」，但标准金属反应装甲模块改為耐用的编织物，以每隔約15厘米的距離用皮帶掛勾固定，取代了傳統以螺栓固定的"接觸"-1裝甲，整備效率較傳統ERA大幅提高。車體正面與砲塔正面，則升級為“化石”爆炸反應裝甲（俄语：Реликт (динамическая защита)）。在原有的1G42炮手瞄准具左邊再加裝“松樹”-U砲手熱影像儀，換裝新式125毫米2A46M-4滑膛砲與改进自動裝彈機，可發射新式Svinets-1（3BM59）與Svinets-2（3BM60）翼穩脫殼穿甲彈；據稱穿甲能力將得到大幅提高。T-80BVM在2017年簽訂升級合約，執行將62輛T-80BV升級的計畫，升級後的BVM首次於2018年閱兵亮相。62輛升級車在2019年執行完畢，同年簽訂五十餘輛的升級計畫，截至2022年前，至少有110輛以上的T-80BVM完成升級。
- T-80BVM（2022年）：第一批2022年版T-80BVM在2022年10月交付俄羅斯陸軍使用。2022年版與2017年版的主要區分，在於掛設了更多化石反應裝甲，除了原本車體，包括側裙與也全部加裝，提升整車防禦力，松樹－U砲手熱影像儀因輸入斷絕，因此換用全俄國產零件的1PN-96MT-02砲手熱影像儀，其餘硬體架構與2017年版相同。

## 衍生型号

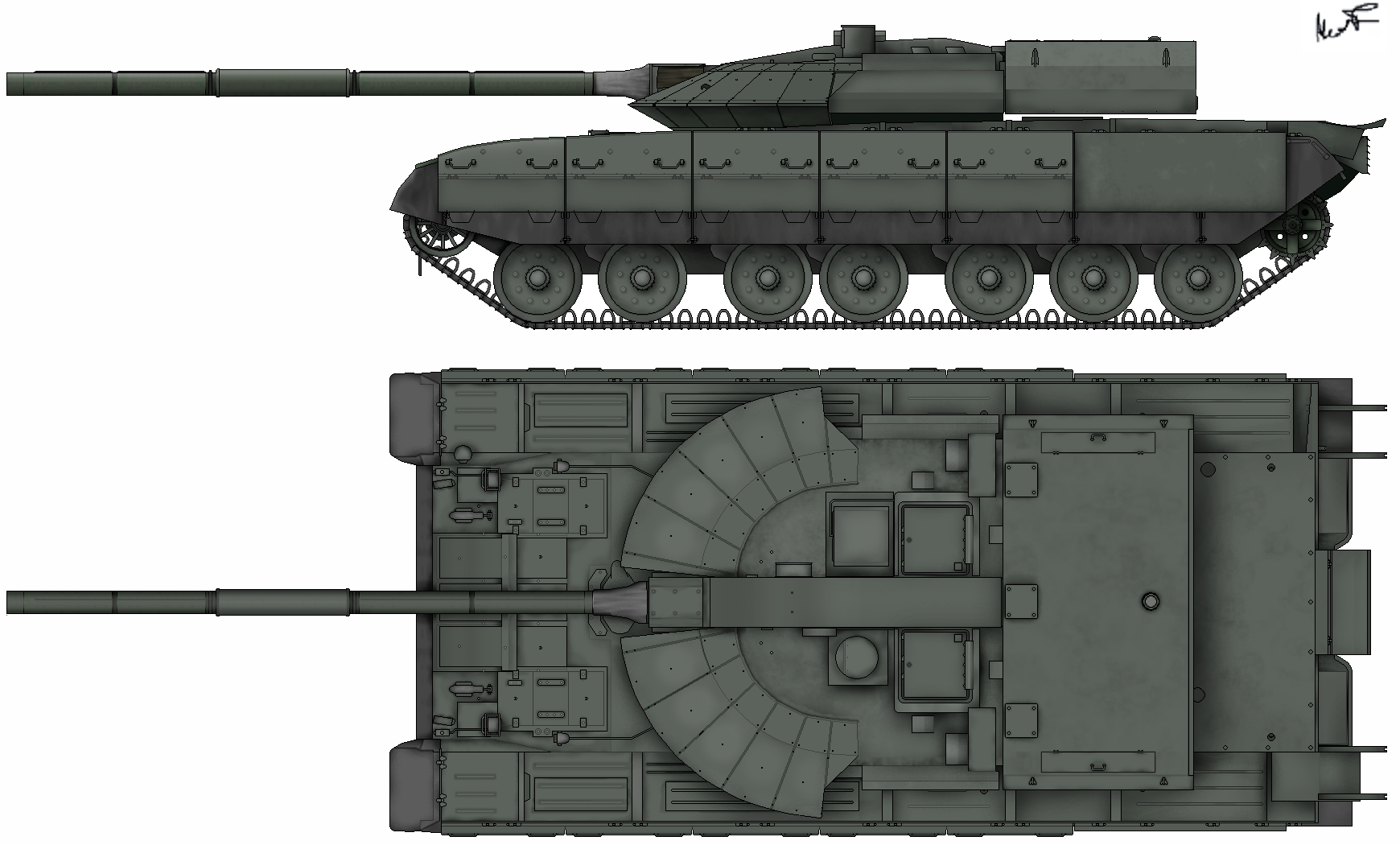
黑鹰坦克

- T-84（1999年）：基于T-80UD的改进，由乌克兰研制（478BE工程），配备新式焊接结构炮塔、功率达1200匹的6TD-2柴油发动机、“接触”-5反应装甲和“窗帘”-1光电干扰系统等新装备。乌克兰版本KBA-3型滑膛炮。炮长用"暴风雪"-E夜视仪，车长装有昼夜观瞄镜。乌克兰以此发展出T-84U、T-84-120、T-84“堡垒”等一个系列。
- 黑鹰坦克（640工程样车；已取消）：基于加长的T-80U车体，由俄罗斯研发的新一代坦克，尾舱式炮塔的设计。曾在多个武器交易会展出。由于T-80在车臣战争中的糟糕表现导致俄军宣布停止研发生产燃气轮机坦克，黑鹰坦克项目因此受到牵连而下马。[38]

## 服役历史

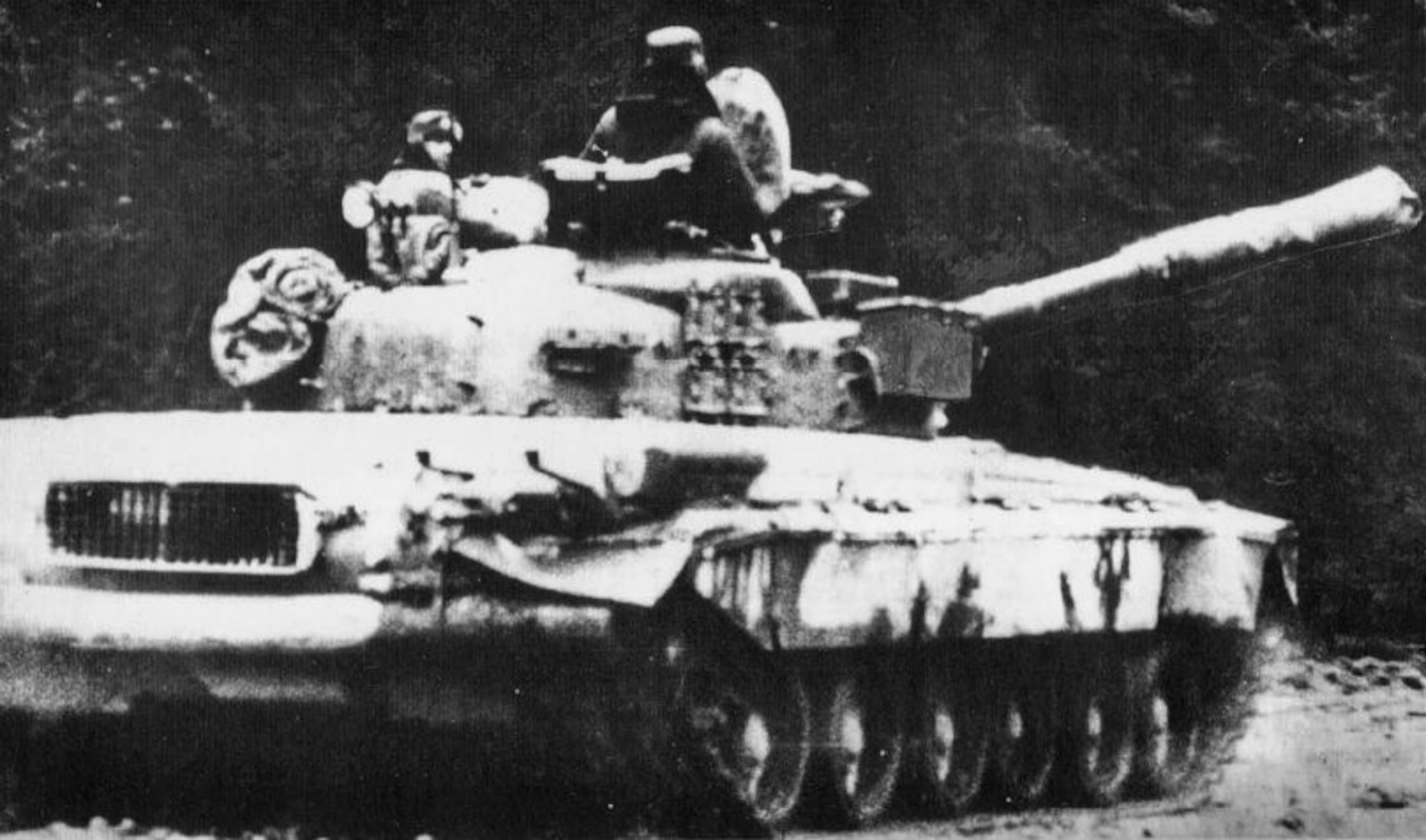
演习中的苏军T-80主战坦克，摄于1986年3月25日

### 苏联时代
1980年代，苏联驻东德部队开始装备T-80B。1983年，隶属近卫坦克第1集团军第9师坦克第29旅的T-80B在东德哈雷地区行军时被北约侦查到，这是北约第一次发现T-80B的存在。次年，北约也发现隶属近卫第8集团军的T-80B。时至1985年，派驻东德的近卫坦克第1和第8集团军每个师都有装备一定数量的T-80B。 另外，苏联的一些前线部队也有装备T-80B和带反应装甲的T-80BV，比如北方军团的2个师、驻守波美拉尼亚地区的“维捷布斯克”近卫摩托化步兵第6师、驻守西里西亚地区的红旗“兹韦尼哥罗德”坦克第20师等。
在1985年，蘇聯總共有1900輛T-80。根據俄罗斯所公佈的資料，在1986年至1987年期間共有2256輛T-80駐扎於東德。北約認為蘇聯的新式坦克具备兩週內抵達大西洋的能力，因而開始發展反制之策，促成一段攻击直升机等反戰車武器的快速發展時期。直到1991年苏联解体時，苏军有各型号总共4839輛T-80坦克。正如苏联其他冷战时期坦克一样，T-80原本是为在欧洲大陆展开大规模常规战争而研发，但至苏联解体时也没有达到过这个目的。
1990年代T-80坦克现身于苏联解体前后各种政治、经济剧变引发的各种事件。1991年8月，苏共高层保守派伙同一些高级军官发动八一九事件，试图废除米哈伊尔·戈尔巴乔夫的职务。“坎杰米洛夫卡”近卫坦克第4师的T-80UD坦克开上了首都莫斯科街头，但最终无法阻止政变的失败收场。
在苏联时代，T-80不像T-72那样广泛出口；相反，和T-64一样，从未出口。苏联解体后，拥有T-80技术和生产线的俄罗斯、乌克兰两国，分别开展T-80系列的出口业务。

### 俄罗斯时期
苏联解体后，俄罗斯除了继承原驻扎俄罗斯境内的苏军T-80坦克以外，也从乌克兰、白俄罗斯和哈萨克斯坦接收了不少。1995年，俄军拥有将近5000辆T-80系列坦克，但到了1998年削减到约3500辆。
1993年俄罗斯宪政危机期间，叶利钦曾命令部队炮轰议会大厦俄罗斯白宫，意图打倒反对者。1993年10月4日，隶属近卫坦克第12团的6辆T-80UD在“坎杰米洛夫卡”近卫坦克第4师占领白宫对面的桥梁后，开始对白宫的高层进行炮击，共发射2枚穿甲弹和10枚榴弹。过后军队开始逐层占领白宫大楼。6辆坦克一直待到傍晚，直到反对派领袖鲁斯兰·哈斯布拉托夫和亚历山大·鲁茨科伊投降为止。
1998年6月，一辆由伊戈尔·贝利亚耶夫少校指挥的T-80驶入圣彼得堡新斯摩棱斯克地区行政大楼前的广场，炮口对正大楼，抗议近几个月来一直被拖欠工资。

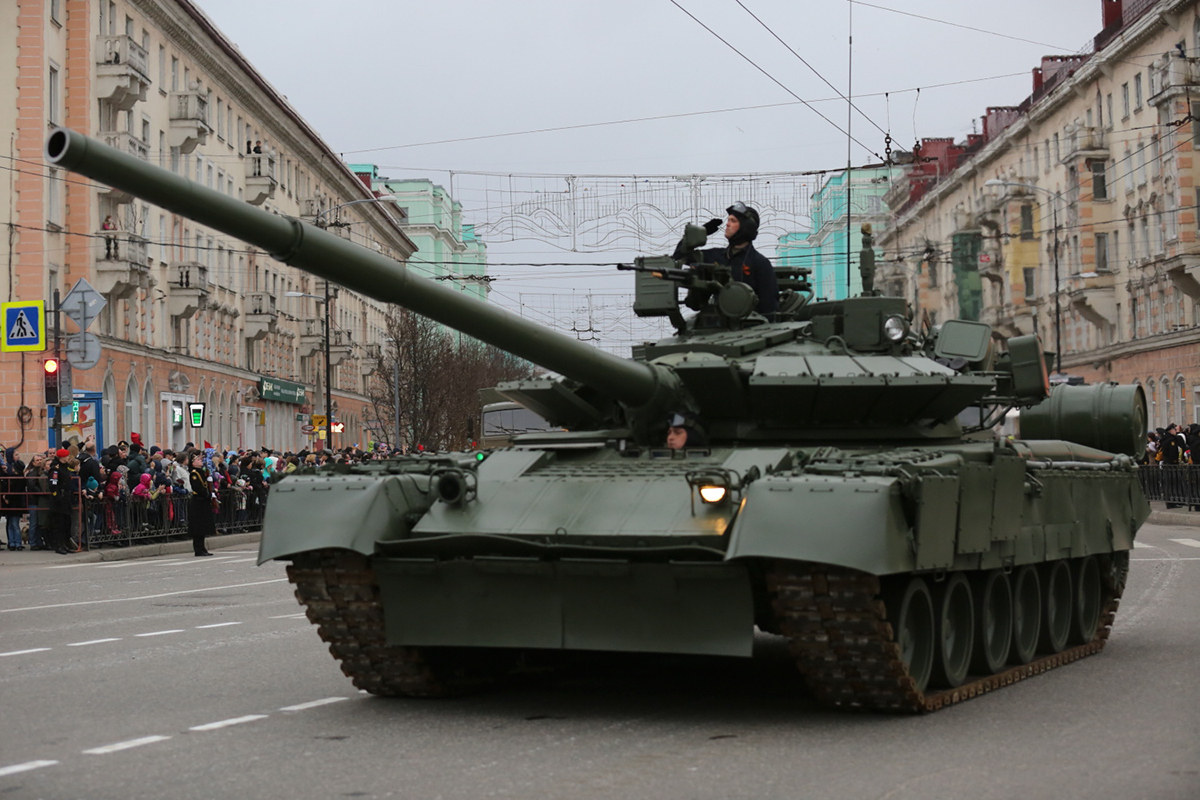
T-80BVM

至2008年俄罗斯陆军共计有3044辆不同型号的T-80服役，另有1456辆处于封存状态。根据资料，守卫莫斯科的“塔曼”近卫摩托化步兵第2师和“坎杰米洛夫卡”近卫坦克第4师总共有至少460辆T-80UD主战坦克。另外，库宾卡坦克博物馆陈列有一辆T-80BV，圣彼得堡火炮博物馆陈列一辆T-80B，萨拉托夫一所露天博物馆也有一辆T-80U；圣彼得堡也有一辆T-80BV被制成纪念碑，放置在特种材料科技工业联合体总部门外。T-80经常参与俄国各种武器展览、交易会，如鄂木斯克的“VTTV-鄂木斯克”展会。
2016年11月，根據《詹氏防衛》網站的報導，俄羅斯正在準備其后備役中的T-80BV翻新升级为T-80BVM，改进觀測與射控系統，例如配置PNM Sosna-U多通道综合瞄准仪，昇級爆炸反應裝甲，以及换装2A46M-4滑膛炮并改进的自动装弹机，可发射新式Svinets-1/ -2弹药，以加強該戰車的現代化作戰能力。

## 实战

### 车臣战争
T-80坦克首次参与战争是1990年代的第一次车臣战争。T-80的第一起战损出现在1994年12月28日对格罗兹尼总攻前的占领该市东南部漢卡拉機場的漢卡拉之戰，但并非毁于炮火：車臣戰爭初期投入的T-80隸屬於獨立禁衛戰車第133營，該營配備40輛T-80（36輛T-80BV、3輛T-80B、1輛T-80K），第1坦克连的521号坦克转向时不慎掉入一个15米深的大坑中，武器系统损坏。紧急逃生的3名坦克兵随后遭受车臣反政府武装的攻击。车长阵亡，其余2人受伤。在該場戰役中，俄軍損失了4輛T-80，分別為：
1.T-80BV，532號車，因電系短路起火燒毀。
2.T-80BV，521號車，因摔入採石場坑洞棄車，車長戰死，521號車一週後拖回修復。
3.T-80BV，517號車，遭到車臣軍駕駛的T-72A擊穿，車組棄車，後因車輛起火搶救無效損失。
4.T-80BV，536號車，遭到反戰車飛彈給摧毀，一位車組成員戰死。
在格羅茲尼戰役中，投入的T-80包括禁衛獨立戰車第133營還可作戰之37輛T-80、第81禁衛摩托化步槍團下轄第3營配備的31輛T-80，至少有65輛T-80參與該戰役。1994年12月31日，坦克2连连长克伊斯里亚上尉指挥的523号T-80BV在一个路口遭遇車臣軍2辆T-72A攻击，作为炮手的独立坦克第133营参谋长库格申科上尉在不使用火控装置的情况下靠手动操作迅速摧毁2辆敌军坦克。当天该营损失了3辆Т-80。而第3營所屬的186號T-80在同日觸雷炸毀，車組全員戰死，這是第一次車臣戰爭中少見的全車組陣亡戰例。1994年12月27日至1995年3月2日间，近卫独立坦克第133营40辆Т-80坦克永久损失了12辆，另有12辆後送大修；近卫摩托化步兵第81团第3營編制的31辆Т-80坦克永久损失了6辆（174、186、193、195、198號車為作戰中戰損、199號車為技術問題損失），19輛後送大修。
至1995年1月底，俄軍增援兩個配備T-80的戰車營，分別為第245禁衛摩托化步槍團、166禁衛摩托化步兵旅。戰力與人力不足的獨立戰車133營則整頓出13輛妥善車繼續作戰。
在車臣戰役中，T-80的“杀手锏武器”—9M112炮射导弹效果甚微。1995年3月5日和6日，独立坦克第133营首次使用该导弹进行攻坚，该营3连的559和561号坦克发射了15枚，仅有2枚命中目标，有些导弹出膛后甚至完全没有接受火控系统信号的迹象。据调查，由于该批弹药出厂较早但缺乏维护，而且野战弹药存放不当，导弹的电子元件失效，再加上城市内电磁环境比设计预期的还要恶劣。经过对车辆和弹药的再一次检查，随后8～12日的战斗中，剩余45枚导弹全部发射，大部分仍未命中目标；但有一枚正常飞行的导弹击中4000米外的电梯轿厢，结果从0.5米×1.0米的窗口穿入爆炸，这种高精度的命中是无制导武器做不到的。
这场战争对于T-80来说是一场噩梦：一方面，被选中执行占领格罗兹尼任务的部队都没有做好参与这样大规模行动的准备；另一方面，驻守格罗兹尼的车臣叛军有不少曾在原苏军服役过以及从阿富汗战场下来的的老兵，作战技巧熟練，也对格罗兹尼大街小巷和地下管网了如指掌，更熟知苏式坦克及装甲车辆的要害；与此同时，参与这场行动T-80要么是没有爆炸反应装甲的T-80B，要么是战前才刚刚装上爆炸反应装甲的T-80BV；缺乏训练的T-80坦克兵更让一切雪上加霜，他们对躲在建筑物角落或站在高处的叛军发射的RPG破甲榴弹毫无对付方法，而这些火箭弹往往能直接击中坦克最缺乏装甲保护的部位，如发动机舱和油箱，造成致命伤害。据统计，每辆被摧毁的坦克平均被RPG火箭弹命中3～6次。大量坦克的被毁是因为自动装弹机内放置的弹药殉爆导致的：尽管装弹机所在的炮塔下部，外面有履带侧裙和路轮保护，可一旦侧装甲被RPG击穿，装弹机内放置的待击发弹药会迅速被高温金属射流引爆；另外，一旦发动机盖板被RPG击中，发动机爆炸产生的火焰会迅速穿过发动机舱与人员舱之间的防火墙引燃发射药产生殉爆。
俄军进入格罗兹尼后的第一个月就有总计62辆T-72和T-80坦克被摧毁，其中61辆坦克因为没有爆炸反应装甲保护的部位被击中所致，包括车身侧面、后面、发动机盖和后甲板，以及炮塔顶部、进出舱门；包括坦克在内被摧毁的装甲车辆共225辆，占参战装甲车辆总数的10.23%，全部战后送到库宾卡接受分析。经过2个月的分析后，时任俄罗斯国防部长帕维尔·格拉乔夫认为在车臣的溃败应归咎于坦克的设计问题，试图把社会的关注从作战部队训练不足、行动缺乏周密、指挥不当等真正导致战败的原因上移开。1995年2月20日，俄罗斯陆军装甲兵总指挥部的А·高尔金中将发表了关于被摧毁装甲车的调查结果，成功说服国防部不再采购任何燃气轮机坦克。这场战争后，T-80主战坦克再也没有参与夺取城市作战，只用于在安全距离外为步兵提供火力支援。有不同意见者认为T-72在格罗兹尼市区战斗中表现同样糟糕，他们列出两点理由：苏联解体后俄军缺乏资金，新一代坦克兵自然也无法接受足够的训练；攻入格罗兹尼的坦克部队也没有足够的步兵支援，无异于自杀。

### 俄羅斯入侵烏克蘭
装备T-80系列坦克的俄军部队参加了2022年2月24日开始的入侵行动，然而俄军部队装备的此型坦克遭遇到了重大损失，截止5月17日，已有至少127辆T-80系列坦克被乌军击毁或缴获。其中部分被缴获的战车被乌克兰修复后投入使用。

## 使用国
- 苏联 – 1985年有1900辆T-80服役，1990年已达约4000辆[50]。到了苏联解体时已有4839辆T-80进入部队，解体后这些坦克分别归属前苏联各国。苏联在解體以前未出口过T-80。
- 俄羅斯 – 1995年有3144辆T-80服役，约1856辆封存[50][51]，1998年有3500辆服役。[51] 2000年有3058辆服役，1442辆封存[50]。2008年有3044辆服役，1456辆封存[51][19]。2010年共有4500辆服役或处于封存状态[60]。截至2022年9月19日，至少已有218辆在俄乌战争中遭乌军击毁，俘获或遭俄军遗弃[58]。
- 亞美尼亞 – 2008年有20辆服役[61]。
- 白俄羅斯 – 2000年有95辆服役，2003～2005年有92辆[62]。
- 賽普勒斯 – 1996年以1.72亿美元从俄罗斯订购了27辆T-80U和14辆T-80UK，前者于同年运抵，后者于1997年运达[63][13][48][11][64]。这些坦克加强了塞浦路斯国民卫队对驻扎在北塞浦路斯的土耳其军队的防御能力[13][11][64]。2009年10月再从俄罗斯购买41辆T-80U/80UK[63]，其中27辆于2010年运抵，余下次年运达，总价1.56亿美元[65]。
- – 数量不详[66][13]。
- – 1990年代初，俄罗斯为抵偿苏联时代的债务，向韩国提供了33辆T-80U和2辆T-80UK。[13][64][67] 首批6辆T-80U于1996年运抵，随后1997年又有同型号27辆运抵，到了2005年最后一批2辆T-80UK运到韩国。據斯德哥爾摩國際和平研究所 (SIPRI) 的資料庫，俄羅斯在1995~ 2006年間，向大韓民國交付了43辆T-80U主力戰車，並裝備韩国陸軍第3裝甲旅[68]。
- 巴基斯坦 – 1993～1995年乌克兰向巴基斯坦提供了T-80UD进行测试。1996年8月，巴基斯坦军方決定以6.5亿美元购买320辆T-80UD和T-80BEh两种型号[13][12][4][69]。这些坦克本应于1997年全数交付，但1997年2月首批15辆运抵之后，俄罗斯抗议称拥有T-80系列的产权，因而烏克兰不能出口它们[13][12]。抗议除了是因为將近70%的T-80UD是在烏克兰以外的地方生产（主要是在俄罗斯），而且俄罗斯还要保持表面上与印度这个重要的军火客户的良好关系。為此俄罗斯不提供T-80UD所需的125毫米2A46-2滑膛炮、铸造炮塔以及其它技术[69]。此事迫使乌克兰发展独立自主的坦克工业，包括日后用于后续出口批次的T-80UD和新式T-84焊接炮塔的生产，并在1997年2～5月交付超过20辆的T-80UD给巴基斯坦[13][12]。这两批共35辆坦克為乌克兰陆军封存的52辆T-80UD，是数年前由马里舍夫厂生产的不达标产品，因此其性能比乌克兰和巴基斯坦所议定的标准要低[12]。巴基斯坦订购的T-80UD后续批次共285辆在1997～2002年运抵，[13][12][4][69][64] 这些T-80UD都使用了T-84的焊接炮塔，并具有其它与T-84类似的特征[13][12]。由於2022年俄羅斯入侵烏克蘭引致烏軍對坦克需求急升，故巴基斯坦決定讓烏克蘭回購44輛T-80UD[70]
- 中华人民共和国 – 据称1993年底，俄罗斯曾与中華人民共和國签订合同，出售200辆T-80U坦克。但最终只购买了50辆[13][48][71][66]，原因不详。这些T-80U坦克没有装备作战部队，只作為試驗及評估用途，作為開發國產坦克的參考樣本[72]。但是中华人民共和国官方没有任何资料对应。[13][48][71]
- 乌克兰 – 1995年有345辆服役，2000年降至为273辆，2005年保有271辆[73]。在2022年俄乌战争中，截至2022年9月19日，自俄罗斯陆军缴获了至少94辆[58]，另外烏克蘭也向巴基斯坦回購44輛T-80UD以補充前線損失[70]。
- 葉門 – 2000年从俄罗斯购买了31辆[74][75]。
- 安哥拉 – 数量不详[60]。
- 英国 – 1992年，英国购入了T-80U用于国防科技研发工作。这次采购并非直接与俄罗斯官方接触，而是由一家为此特别成立的贸易公司打着送往摩洛哥的旗号完成。为减少俄国人对这次军火交易的怀疑，英国人为每辆T-80U支付了500万美元。当俄国意识到谁是这批坦克的买家时，所有坦克都已经送达英国人手上了。英军在靶场对T-80U进行了评估，其中1辆转送美国；该坦克在美国的阿伯丁试验场又完成了一系列评估工作。评估期间，英美两国都声称已经找到了T-80U的所有弱点和缺陷。1994年1月，时任英国国防采购大臣乔纳森·艾特肯在国会辩论中承认“以国防科研为目的”进口了一辆俄罗斯的T-80U坦克[52][76]。
- 美国 – 1990年代美国从英国手上获得了1辆T-80U用于阿伯丁靶场的评估工作[52]，2003年又从乌克兰进口了4辆型号不详的T-80[77]。

## 流行文化

### 电子游戏
《战争雷霆》 中目前作为苏联六階與七階主戰坦克登场，當前透過遊戲內正常流程可使用的型号包含T-80B、T-80U、T-80UM-2、T-80BVM、高級載具T-80UD、T-80U-E1, 聯隊載具T-80UK,瑞典線上的聯隊載具T-80U和中國線上的活動載具T-80UD/BE。
《裝甲戰爭》中在軍火商Marat Shishkin的戰車線上登場。當前通過正常遊玩遊戲可入手的型號是，5級主戰坦克T-80、6級主戰坦克T-80B、7級主戰坦克T-80U以及8級主戰坦克T-80UM-1雪豹。根據遊戲官方資訊，未來即將推出9级主战坦克T-80BVM。